# Diversidad sexual en los Estados Unidos
La diversidad sexual en los Estados Unidos es aceptada y respetada, consagrándose como una de las sociedades con mayor aceptación respecto a este tema. El matrimonio y la adopción homosexual son legales en todo el país a raíz de una sentencia de la Corte Suprema del 26 de junio de 2015. En Estados Unidos tuvieron su origen las primeras formas de activismo LGBT moderno, en especial a partir del episodio en Stonewall de 1969. Este hecho actuó como catalizador de un movimiento que adquirió relevancia nacional y se extendió rápidamente a otros países. Una investigación realizada en 2023 por Gallup, reveló que el 71% de los estadounidenses esta a favor del matrimonio igualitario.
Tal como ha ocurrido en otros países, la manera en que se entiende la homosexualidad en los Estados Unidos ha evolucionado desde el pecado, el delito y la enfermedad, hasta llegar al respeto y la aceptación. La actividad sexual consentida entre personas del mismo sexo es legal en todo el territorio nacional desde el 26 de junio de 2003. Debido a que los distintos estados federales estadounidenses tienen leyes diferentes, la despenalización de los actos homosexuales se realizó en Estados Unidos de manera muy escalonada. El primer estado que eliminó su ley anti homosexualidad fue Illinois en 1962. Para el 2003, algunos estados del país seguían teniendo vigentes leyes que castigaban la homosexualidad, sin embargo el 26 de junio de ese mismo año, la Corte Suprema anulo dichas leyes y legalizo la homosexualidad en todo el territorio estadounidense.
La adaptación de las leyes se retrasó considerablemente con respecto al desarrollo sociocultural. La equiparación de los homosexuales fue parte y consecuencia de una liberalización de la sexualidad con respecto a las tradiciones culturales, que han ido perdiendo importancia durante el siglo XX y que dieron paso al concepto de libertad sexual individual. La emancipación de los homosexuales comenzó en Estados Unidos. durante la Segunda Guerra Mundial. Hitos importantes en el camino fueron el estudio El comportamiento sexual masculino (1948) de Alfred Kinsey, la fundación de la Mattachine Society (1950), el movimiento de derechos civiles (1955-1968), algunos de cuyos promotores más tarde se convertirían en activistas homosexuales, los disturbios de Stonewall (1969), la creación de organizaciones de lucha, como el Gay Liberation Front (1969), la eliminación de la homosexualidad del catálogo de enfermedades de la Asociación Psiquiátrica de Estados Unidos (1973), la inclusión de minorías (desde los años noventa), y la lucha por el matrimonio igualitario en el siglo XXI.

## Homosexualidad en las culturas indígenas estadounidenses

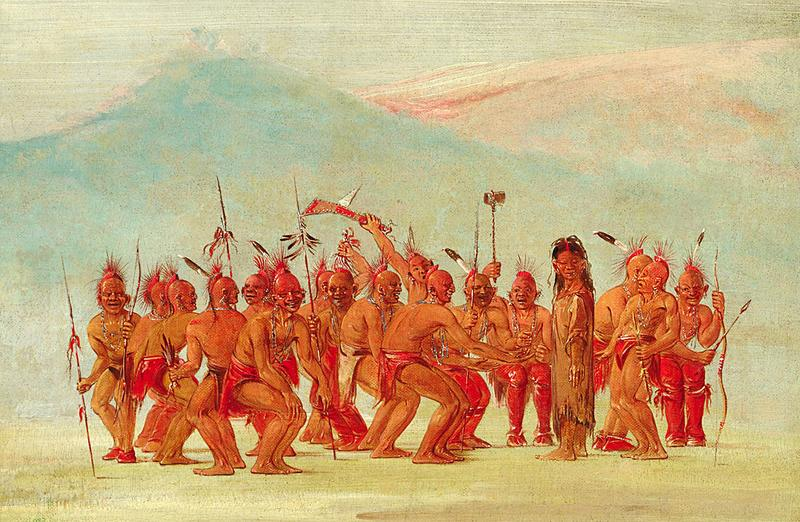
Dance to the Berdache, dibujo de George Catlin (1796-1872).

Se tienen noticias de más de 130 pueblos distintos de indígenas estadounidenses que tenían una categoría especial de hombres, que llevaban ropa de mujer, realizaban trabajos de mujer, como la cestería o la alfarería, tenían relaciones sexuales con otros hombres, y que tenían una función espiritual especial dentro de la comunidad. Denominados berdache (‘dos espíritus’), no eran clasificados como homosexuales, sino que eran considerados como un tercer o cuarto sexo, cuya particularidad era que en un mismo cuerpo tenían dos almas. Entre los primeros europeos que describieron a los berdache en el territorio que actualmente es Estados Unidos se encuentran misioneros cristianos y descubridores como Álvar Núñez Cabeza de Vaca, Jacques Marquette, Pierre Liette y Pierre François Xavier de Charlevoix. Incluso los europeos interesados en la etnología —como el artista George Catlin, que observó, describió y pintó a berdaches incluso en la década de 1830—, preconizaban su eliminación. A pesar de que, dentro del renovado interés que existe por la cultura nativa, algunos pocos nativos se identifican como berdache, la cultura multisexual indígena ha desaparecido prácticamente en su totalidad bajo la dominación europea.

## Época colonial
Desde los comienzos de la colonización europea hasta bien entrado el siglo XX, la percepción de la homosexualidad estuvo determinada por la tradición bíblica, que relacionaba el fenómeno indefectiblemente con el pecado de Sodoma y Gomorra. Los puritanos, que a partir de 1620 emigran de manera numerosa hacia Nueva Inglaterra, aborrecían especialmente la «sodomía» y la consideraban, junto al bestialismo, el peor de los pecados.
Con la excepción de Georgia, estado en el que no existía una legislación sobre actos homosexuales, la sodomía era punible en las Trece Colonias británicas. En los estados de Nueva York, Nueva Jersey, Delaware, Maryland y Carolina del Norte la homosexualidad fue tratada durante mucho tiempo según la Common Law británica, que criminalizaba cualquier acto sexual que no sirviera para la reproducción, independientemente del sexo de los «delincuentes». En Nuevo Hampshire, Massachusetts, Rhode Island, Connecticut, Virginia y Carolina del Sur existían leyes propias cuyo contenido la mayoría de las veces estaba copiado literalmente de la prohibición de la sodomía que se encuentra en el Levítico, en la Biblia. En Pensilvania cambiaron las leyes varias veces; mientras los cuáqueros dominaron la colonia (1681-1693), Pennsilvania era la única colonia que no castigaba la homosexualidad masculina con la muerte. A excepción de Massachusetts, las mujeres estaban sujetas a las leyes que prohibían la sodomía, al igual que los hombres; sin embargo, los procesos por actos lésbicos eran extremadamente raros durante la época colonial.
El primer caso que se conserva del ajusticiamiento de un europeo por sodomía en el territorio que posteriormente sería EE. UU. fue el del traductor francés Guillermo, que perdió la vida en 1566 en la colonia novohispana de Florida. La primera condena por sodomía conocida en una colonia británica norteamericana fue la de Richard Cornish, que fue ahorcado en Virginia en 1625, presuntamente tras haber violado a otro hombre. En 1629 se acusó a 5 hombres jóvenes, que habían emigrado a bordo del Talbot a la Colonia de la Bahía de Massachusetts, de actos homosexuales; las autoridades locales no se consideraron capaces de juzgar «tan horrible crimen» y los enviaron de vuelta a Inglaterra para que fueran juzgados. La primera mujer que tuvo que enfrentarse a una acusación por actos lésbicos fue la residente de la Colonia de la Bahía de Massachusetts Elizabeth Johnson en 1648. Hasta finales del siglo XIX no se conocen muchos casos de sodomía, de forma que se consideran casos excepcionales.

## SiglosXVIIIyXIX

### Liberalización del derecho penal
Tras la independencia de Estados Unidos en 1776, los estados mantuvieron las leyes de sodomía heredadas de la época colonial, que generalmente preveían la pena de muerte para los actos homosexuales entre hombres. También eran punibles en la mayoría de los estados los actos homosexuales entre mujeres hasta finales del siglo XX, pero las persecuciones eran muy raras y las penas solían ser más benignas que las correspondientes al mismo delito entre hombres. Dentro de una liberalización generalizada que tuvo su fuente en la Ilustración y la Revolución francesa, el estado de Pensilvania fue el primero de los 13 estados norteamericanos en abolir la pena de muerte para la sodomía en 1786. En su lugar impusieron una pena de 10 años de cárcel y la confiscación de todos los bienes. Otros estados norteamericanos le siguieron; sin embargo, en Carolina del Sur, sodomitas convictos podían ser condenados a muerte hasta 1873.

### Comienzo de la conversión de la homosexualidad en un problema psicológico
La percepción de que la homosexualidad era un problema psicológico alcanzó su cénit con el surgimiento del psicoanálisis (1896). Sin embargo, sus raíces ya se encuentran a principios del siglo XIX. En publicaciones pedagógicas sobre la sexualidad, como The Young Man's Guide (‘la guía del joven’, William Andrus Alcott, 1833) y Lecture to Young Men on Chastity (‘Lección sobre la castidad para los jóvenes’, Sylvester Graham, 1834), se afirmaba que comportamientos sexuales no deseados, como la masturbación o la homosexualidad, tenían consecuencias graves sobre la salud: locura, baile de san Vito, epilepsia, retraso mental, parálisis, apoplejía, ceguera, hipocondría y tuberculosis.

### Formas toleradas
En el siglo XVIII y comienzos del XIX la persecución de la homosexualidad se vio dificultada por el culto a la amistad, que se extendió también en Estados Unidos. Entre las clases cultas, las amistades entre personas del mismo sexo adquirieron a menudo un carácter exclusivo y fuertemente emocional, en ocasiones erótico. Sin embargo, estas amistades contaban con la aprobación de la sociedad, puesto que —según muchos filólogos modernos, de manera equivocada— se suponía que no llegaban a tener un carácter sexual. Documentos reveladores se encuentran en los trabajos y legados de los autores Ralph Waldo Emerson (1803-1882), Henry David Thoreau (1817-1862), Bayard Taylor (1825-1878) y Walt Whitman (1819-1892).
Una particularidad sociocultural del siglo XIX era el llamado Boston Marriage (matrimonio de Boston), una amistad a largo plazo, emocionalmente intensa y exclusiva, entre dos mujeres, a menudo feministas, que vivían juntas en un mismo hogar. Este tipo de solución les permitía mayores libertades para sus compromisos sociales o políticos de los que eran posibles para las mujeres casadas de la época. La expresión se puede emplear, por ejemplo, para las escritoras Sarah Orne Jewett y Annie Adams Fields, así como para las feministas Susan B. Anthony y Anna Howard Shaw. El que una mujer prefiriera la convivencia con otra mujer al matrimonio era aceptado en la sociedad victoriana, porque se suponía que no existía un interés erótico entre las dos. El que se pueda considerar o no a estas mujeres como lesbianas todavía es discutido por los especialistas.

## 1900-1940

### Persecución judicial

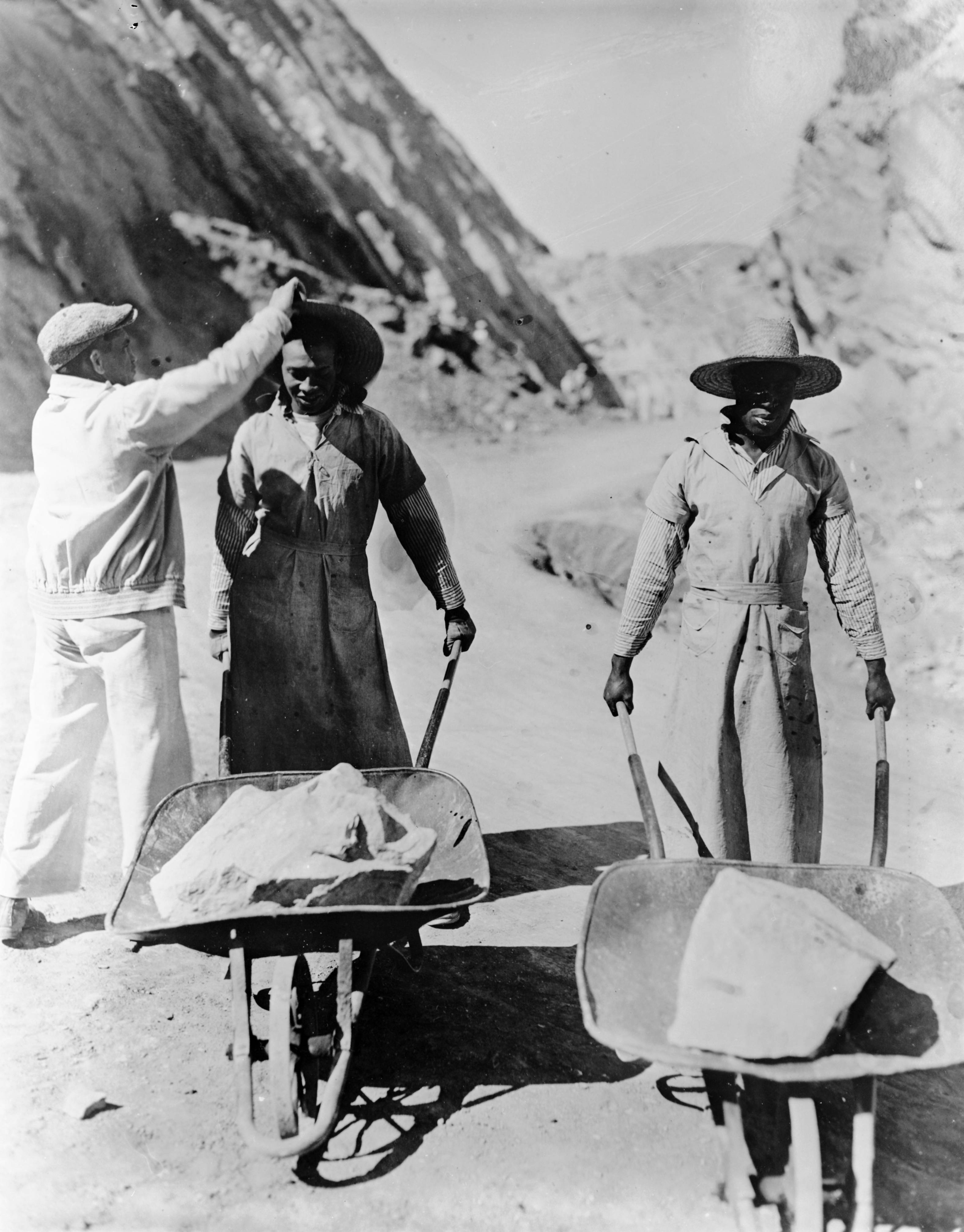
Presos en Colorado, condenados por homosexualidad a transportar rocas y vestir ropas femeninas (foto tomada entre 1900 y 1910).

Tal como lo ha descrito John Loughery, tras la entrada de EE. UU. en la Primera Guerra Mundial (1917) y el reclutamiento masivo de hombres, aumentaron de manera importante los casos de actos homosexuales. Un caso importante de persecución de hombres homosexuales ocurrió en el llamado Newport Sex Scandal (escándalo sexual de Newport), que ocurrió en 1919 en la base naval de Newport, en Rhode Island. Durante las investigaciones se detuvo a varias docenas de civiles y militares, entre los que se encontraba un religioso castrense episcopaliano.

### La primera organización
A finales de 1924 Henry Gerber funda la Society for Human Rights en Chicago. A pesar de que la organización se presentaba como defensora de las personas con «anomalías mentales», de hecho, fue la primera organización de defensa de los derechos de los homosexuales de EE. UU. También publicaron la primera revista para gais de EE. UU., la Friendship and Freedom (‘amistad y libertad’). Unos pocos meses después de su fundación, la Society for Human Rights fue disuelta por la policía y los fundadores detenidos.

### Primeros nichos de la subcultura y puntos de encuentro
La industrialización permitió una mejora continua de las condiciones de vida de la clase media en el siglo XIX, lo que produjo un profundo cambio en las formas de vida. Los hombres homosexuales se beneficiaron especialmente, puesto que podían abandonar sus familias con facilidad, para formar comunidades de trabajo y de vida con otros hombres. En la década de 1890, Nueva York ya poseía un distrito gay: el Bowery.
Locales como el Columbia Hall, el Manilla Hall, el Little Bucks y el Slide eran puntos de encuentro preferidos para homosexuales masculinos, que debido a su aspecto extravagante y a la moda eran llamados a menudo fairies (‘hadas’).
En el barrio negro de Harlem, también en Nueva York, que desde finales de la Primera Guerra Mundial puede reclamar el título de Capital de la Cultura negra de EE. UU., aparecieron en los años 1920 locales en los que los dos hombres podían bailar agarrados y en los que se hacían bailes de travestidos. Durante esa época, el llamado Renacimiento de Harlem ofrecía un ambiente liberal y muy abierto, condiciones que se aprovecharon para crear un ambiente gay.
Artistas homosexuales y bisexuales como Langston Hughes, Richard Bruce Nugent, Countee Cullen, Ma Rainey, Bessie Smith, Gladys Bentley, Alberta Hunter y Ethel Waters desarrollaron aquí una subcultura floreciente, que no era necesariamente visible desde el exterior.
En Manhattan, el barrio de Greenwich Village tenía también zona de ambiente gay, en la que travestidos tanto masculinos como femeninos participaban en bailes de máscaras, en el Webster Hall. Los homosexuales también eran recibidos en clubs privados, como el de Polly Holladay. A principios de los años 1930, Times Square se convirtió en un distrito homosexual, en el que hombres homosexuales vivían juntos, tranquilamente en boarding houses (similares a pensiones).
Zona de ligue era, entre otras, la del puerto, con locales donde buscar contactos con marineros. Los servicios públicos también se empleaban para ligar desde finales del siglo XIX y principios del XX. También en otras ciudades estadounidenses aparecieron los primeros puntos de encuentro, como en San Francisco, donde en 1933 abrió el Black Cat Bar. Para la mayoría de los estadounidenses todas estas subculturas eran en su mayoría invisibles; como ha señalado el historiador George Chauncey, en las primeras décadas del siglo XX existía un mundo homosexual mucho más poblado y variado que a mitad de siglo. En general, sobre los homosexuales y bisexuales de principios del siglo XX existía menos presión para definirse en cuanto a su orientación sexual y definirse como homosexual, poseían más libertad para moverse entre los diferentes ambientes.

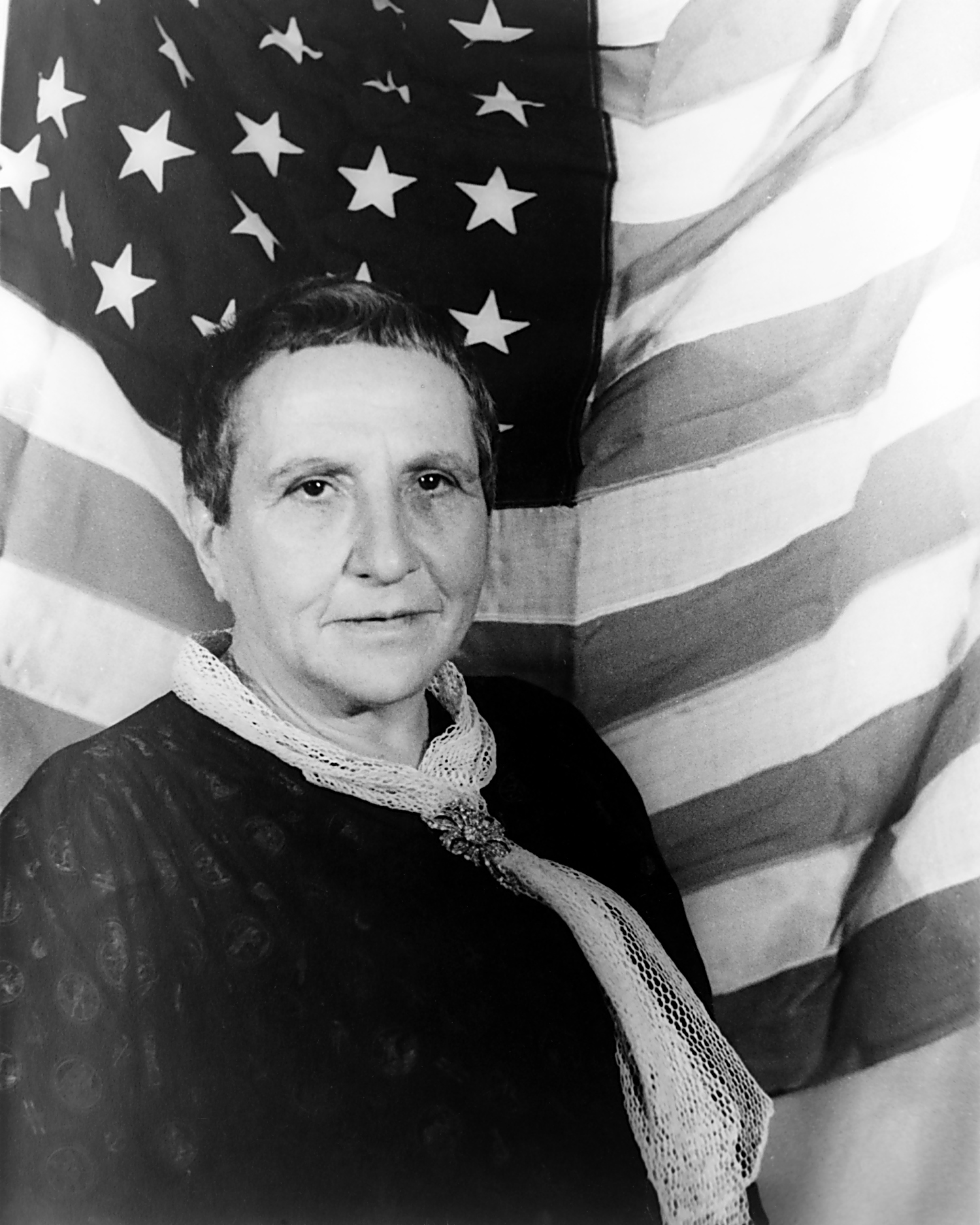
La escritora Gertrude Stein, fotografiada por Carl Van Vechten en 1935.

Desde finales del siglo XIX, las mujeres lesbianas pudieron decidir sobre su propia vida por primera vez. La creación en EE. UU. de las primeras universidades para mujeres les abrió la posibilidad de estudiar. Debido a que la decisión de estudiar, con la independencia económica que implicaba, era a menudo una decisión en contra del matrimonio, muchas mujeres vivían en grupos y parejas que duraban más allá de la finalización de los estudios. En settlement houses (residencias) las lesbianas podían vivir sin ser molestadas, a menudo toda su vida adulta. Cuántas de las primeras académicas eran lesbianas es difícil de evaluar y todavía es discutido entre los estudiosos. Un nicho cultural y social también lo encontraron en organizaciones como la YWCA (Young Women’s Christian Association: asociación de jóvenes cristianas) o en el club feminista radical Heterodoxy, fundado en 1912 en el Greenwich Village. Una primera personalidad con la que las lesbianas podían identificarse fue la escritora Willa Cather (1873-1947), que vivió 40 años en el Greenwich Village con su compañera y en cuyas novelas muchos críticos ven subtexto homosexual.
Algunos homosexuales estadounidense preferían sin embargo la vida en el extranjero. Una de las más famosas fue la escritora Gertrude Stein, que vivió casi cuarenta años en París con su compañera Alice B. Toklas. Desde finales del siglo XIX también vivían allí la bailarina Isadora Duncan, abiertamente bisexual, y la poetisa Natalie Clifford Barney, que tenía una relación con Renée Vivien. En Roma, vivía desde mediados del siglo XIX la escultora homosexual Harriet Hosmer y la actriz Charlotte Saunders Cushman, esta última con su compañera Matilda Hays.

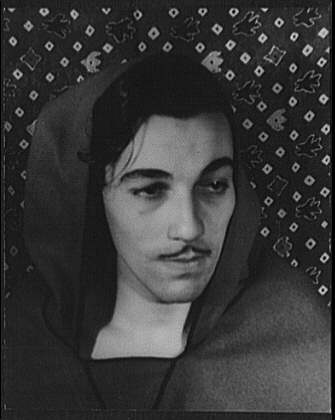
El actor César Romero, fotografiado por Carl Van Vechten en 1934.

La mayoría de los estadounidenses negros y las clases más bajas no tenían ni la posibilidad de emigrar ni la de seguir su propio camino ya que vivían en condiciones de subsistencia en las que, por una parte, los jóvenes no podían prescindir del soporte de la familia y, por otra, las familias no podían sobrevivir sin el trabajo de los jóvenes. Sobre todo las mujeres, también las lesbianas, no se podían permitir quedarse sin hijos en esas circunstancias, ya que el trabajo de los niños era necesario para la supervivencia. En tales circunstancias la creación de subculturas homosexuales era prácticamente imposible y permanecieron como privilegio solo al alcance de las clases pudientes.
Tras el Crack de 1929, en los años treinta se vio un renacer de la mojigatería en muchos aspectos. También la vida pública homosexual sintió las consecuencias. En los escenarios de Nueva York estaba prohibido mostrar la homosexualidad u otros contenidos clasificados como «pervertidos» desde 1927, como consecuencia de la Wales Theatrical Padlock Bill. En un acto de autocensura preventiva, la industria del cine se comprometió en 1934 a cumplir el Código Hays, que fijaba los contenidos que eran moralmente aceptables para el público. El punto 2-4 del código —«perversión sexual o cualquier referencia están prohibidas»— excluía la muestra de contenidos homosexuales. Debido a que la prensa y la radio también ignoraban el tema y —con la excepción de la literatura médica especializada— los libros tampoco se ocupaban de ello, durante toda la época anterior a la Segunda Guerra Mundial se podía vivir sin llegar a tener noticias de la existencia de algo como la homosexualidad.
Los homosexuales también podían reunirse en ciudades como Nueva York en los años treinta y principios de los cuarenta, con tal de que pertenecieran a las clases altas. Puntos de encuentro famosos eran la Ópera del Metropolitan, el teatro Sutton y bares elegantes como el Oak Room del hotel The Plaza y el bar del Hotel Astor. Existían puntos de encuentro similares en otras grandes ciudades. Al contrario que los lugares de encuentro de los menos pudientes, estos discretos locales no sufrían prácticamente asaltos policiales. En los años treinta y cuarenta, las lesbianas de Nueva York se encontraban en el Howdy Club.
En esas dos décadas ya había estrellas del cine —como los actores William Haines, el latin lover César Romero, Clifton Webb y Monty Woolley— que no hacían un secreto de su homosexualidad.

## Segunda Guerra Mundial
La entrada de los Estados Unidos en la Segunda Guerra Mundial (1941) tuvo un peso enorme en la creación de una identidad de grupo dentro de los homosexuales. El 13% de la población total estadounidense entró a formar parte del ejército durante la Guerra. Ninguna otra institución del país había conseguido tal concentración de hombres homosexuales y la paradoja fue que, mientras los jefes militares intentaban reprimir y estigmatizar la homosexualidad, los homosexuales estaban impresionados por su propio número. Debido a que dentro de los espectáculos que ofrecían a las tropas no había suficientes mujeres, la dirección militar impulsó la realización de espectáculos de Drag queen, que fueron aprovechados por muchos homosexuales para establecer y cuidar de forma disimulada una cultura gay.
En los cuerpos femeninos —como la WAC (Women’s Army Corps) y la WAVES (Women Accepted for Volunteer Emergency Service)—, en los que sirvieron durante la Segunda Guerra Mundial 275.000 mujeres, surgió una subcultura lésbica floreciente. Pero también las mujeres civiles aprovecharon la situación, ya que, en esta época sin hombres, dos mujeres que salían juntas no levantaban sospechas.
Hasta principios de los años cuarenta, el ejército estadounidense se había ocupado de los casos aislados de homosexualidad con tribunales militares. Cuando los casos se acumularon durante la Segunda Guerra Mundial, el ejército intentó por primera vez impedir la entrada de los homosexuales con tests psicológicos. Estas medidas se mostraron infructuosas, ya que ni los tests eran fiables, ni los homosexuales tenían interés en ser localizados y de que se les cargase con el estigma de la homosexualidad, del que no se iban a librar en la vida civil. De los 18 millones de hombres, menos de 5.000 fueron rechazados por homosexualidad. Muchos homosexuales buscaban demostrar en el ejército que no correspondían al tópico del mariquita afeminado y preferían cuerpos especialmente «masculinos» como los marines.
El número de hombres y mujeres que fueron expulsados por homosexualidad del ejército («blue discharge») se elevó a casi los 10 000. Para los afectados, la vuelta a la vida civil era a menudo difícil, ya que no solo había sido expuesta públicamente su homosexualidad en contra de su voluntad, sino que tampoco obtenían las compensaciones a las que habitualmente tenían derecho los militares dispensados.

## 1945-1968

### La reclasificación psiquiátrica de la homosexualidad
Con el auge del psicoanálisis (a partir de 1896), también se impuso en la psiquiatría estadounidense la idea de que la homosexualidad era un tipo de desequilibrio neurótico. Esta opinión también era defendida por instituciones humanitarias, como los cuáqueros, que en los años cuarenta dirigían el Quaker Emergency Service, cuyos Centros de Reajuste eran centros de «rehabilitación» destinados especialmente a los homosexuales masculinos. Hasta finales de la Segunda Guerra Mundial, los psiquiatras creían que el origen de la homosexualidad estaba en un desequilibrio hormonal, lo que era tratado a menudo con medicamentos. Otros métodos típicos de la época que se emplearon para «curar» la homosexualidad fueron el psicoanálisis tradicional, la terapia de aversión, la terapia de shock y la lobotomía (esta última hasta 1951). Desde comienzos del siglo XX, hombres y mujeres homosexuales eran encerrados por la fuerza en hospitales, otros buscaba tratamiento psicológico por iniciativa propia. En general, hasta la Segunda Guerra Mundial, la homosexualidad era considerada un fenómeno extremadamente raro.
En 1941, el psiquiatra de Nueva York George Henry publicó su estudio Sex Variants (variantes sexuales), basado en cientos de entrevistas. El estudio, controvertido por su método, fue el primero que ofreció en EE. UU. un perfil representativo de la homosexualidad masculina y femenina de la época.
En general, la moralidad sexual se relajó durante este tiempo. Un factor importante lo sería la disponibilidad de antibióticos. Enfermedades de transmisión sexual como la sífilis y la gonorrea se convirtieron en enfermedades curables y el miedo al contagio ya no era impedimento para la liberalización del sexo. Mientras que para los estadounidense heterosexuales la revolución sexual tuvo que esperar hasta la introducción de las píldoras anticonceptivas (1960), para los homosexuales ya se daban las condiciones desde los años treinta.
Los miembros del ejército estadounidense, durante los primeros años de la Segunda Guerra Mundial, eran encarcelados si eran sospechosos de homosexualidad. En 1944 la jefatura militar ordenó en su lugar que esas personas fueran hospitalizadas a la fuerza. Los psiquiatras militares obtuvieron de esta manera la posibilidad de estudiar a los homosexuales en un número y con una representatividad como nunca se había hecho antes en EE. UU.
Una serie de psiquiatras —entre ellos Clements Fry y Edna Rostow— llegaron, a través de estos estudios, a conclusiones que no coincidían con la opinión mayoritaria de que la homosexualidad era un desequilibrio, pero no se les prestó mucho oído.
En 1948 les siguió el estudio de Alfred Kinsey El comportamiento sexual del hombre. Este estudio, que también se basaba en entrevistas, tuvo un impacto enorme en la sociedad estadounidense, ya que confrontaba al público por primera vez con el hecho de que la homosexualidad y la bisexualidad no eran fenómenos marginales, sino que afectaban en mayor o menor grado a la mayoría de la población. El trabajo de Kinsey contribuyó de manera decisiva a liberar el discurso social sobre la sexualidad de su parte religiosa y moral y acercarlo a un discurso científico. El Instituto Kinsey, fundado por Kinsey en 1947, continuó publicando posteriormente importantes estudios sobre la homosexualidad.
En 1951 apareció el libro The Homosexual in America (el homosexual en EE. UU.) de Edward Sagarin, que lo publicó bajo el seudónimo Donald Webster Cory. El libro, escrito desde un punto de vista favorable a la homosexualidad, tuvo algún éxito, haciendo un retrato completo de la subcultura homosexual masculina.
En 1957 Evelyn Hooker publicó su respetado estudio The Adjustment of the Male Overt Homosexual (la adaptación del hombre abiertamente homosexual), en el que se demostraba por primera vez que los hombres homosexuales no se distinguían de los heterosexuales en cuanto a salud mental. En 1965 siguió el libro Sexual Inversion: The Multiple Roots of Homosexuality (inversión sexual: las múltiples raíces de la homosexualidad) de Judd Marmor, en el que se argumentaba que la actitud hacia la homosexualidad era determinada por la cultura. La Asociación Psiquiátrica de Estados Unidos, basándose en estos estudios, decidió, el 15 de diciembre de 1973, borrar la homosexualidad de su lista de enfermedades mentales. Sin embargo, algunos pocos psiquiatras de renombre como Charles Socarides e Irving Bieber prefirieron mantener su opinión de que la homosexualidad era un desequilibrio neurótico hasta finales del siglo XX.

### Cultura homosexual en la ciudad de Nueva York

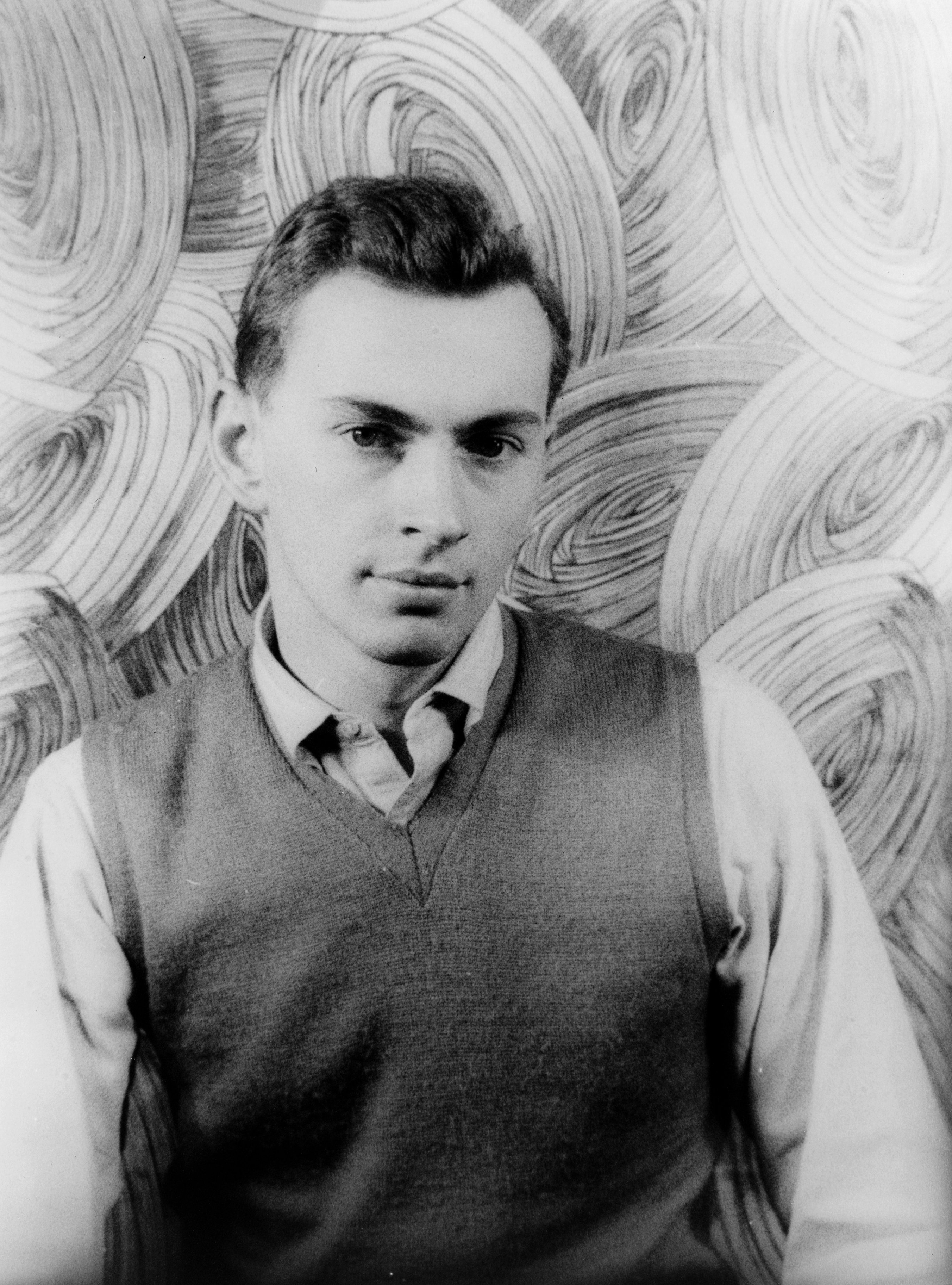
El escritor y ensayista Gore Vidal (1925-2012) fue uno de los pocos intelectuales neoyorquinos que vivía abiertamente su homosexualidad en los años cincuenta.

Durante la Segunda Guerra Mundial, cientos de miles de militares pasaron por Nueva York de camino a Europa o de vuelta. En los años cincuenta vivían aquí más artistas e iconoclastas de cualquier tendencia sexual que en cualquier otra ciudad estadounidense. Incluso antes de la Guerra, la comunidad homosexual de Nueva York era la mayor del país, pero a partir de 1940 esa importancia aumentó. Muchos de los que volvían de la Guerra se asentaron en Nueva York. Aparecieron nuevos locales con aires homoeróticos, como el bar del hotel Savoy-Plaza. Ya desde principios de los años treinta se realizaba anualmente un drag ball (un baile de drag queens), en Harlem, que alcanzó su máximo en 1944.
En 1945 apareció la Veterans Benevolent Association (VBA), una organización de beneficencia, que se dedicaba a ayudar sobre todo a ex soldados que habían sido licenciados de manera deshonrosa por homosexualidad. Tras la Guerra la cultura de la ciudad se vio marcada por los escritores de la generación beat, entre los que había un número especialmente elevado de homosexuales. En Harlem florecían desde los años cuarenta los Mount Morris Baths, una de las primeras e inoficiales casas de baños homosexuales de Nueva York. Las casas de baños eran descubiertas como puntos de encuentro de homosexuales en la medida en que iban perdiendo su función original, puesto que cada vez más viviendas tenían baños propios. En los años sesenta, la ciudad tenía un ambiente homosexual floreciente, con más de cuarenta bares y clubes gais y tres o cuatro bares para lesbianas. Los bares cumplían una función aún más importante para el desarrollo de la cultura lésbica, de lo que lo eran para la cultura gay, ya que para las lesbianas no existían otros puntos de encuentro.
Igualmente durante la Segunda Guerra Mundial, apareció un ambiente intelectual homosexual, en cuyo centro se encontraba el mecenas Lincoln Kirstein, a cuyo salón literario acudían, entre otros, los escritores W. H. Auden, Glenway Wescott y Monroe Wheeler y el pintor Paul Cadmus. En Nueva York también vivían homosexuales inconformistas, como los poetas Allen Ginsberg, John Ashbery, Frank O'Hara y Audre Lorde, los escritores Gore Vidal, Truman Capote, Christopher Isherwood, W. H. Auden, William Inge, Arthur Laurents, Edward Albee y Tennessee Williams, los pintores Jasper Johns, Robert Rauschenberg y Ellsworth Kelly, el fotógrafo George Platt Lynes, el arquitecto Philip Johnson, el bailarín Rudolf Nuréyev y los compositores Leonard Bernstein, Ned Rorem, John Cage, Aaron Copland y Cole Porter. La mayoría de estos artistas preferían, naturalmente, que su condición sexual no se hiciera pública.

### Época del mccarthismo
En EE. UU., durante la época del mccarthismo, comenzó una caza contra elementos llamados «subversivos», que según la convicción de Joseph McCarthy y muchos otros conservadores, habían infiltrado el gobierno estadounidense a todos los niveles para entregar el país a los comunistas. A los «subversivos», además de otros grupos marginales, se les unieron pronto el conjunto de «los homosexuales». McCarthy y el Secretario de Estado John Puerifory declararon que había una «homosexualidad clandestina» que hacía el trabajo preparatorio para la «conspiración comunista». Esta teoría de conspiración se basaba en un rumor que circulaba por Washington que decía que Hitler había estado en posesión de una lista de homosexuales extranjeros —también estadounidenses— para chantajearlos, lista que habría caído en 1945 en manos de la estalinista Unión Soviética. El planificador de la campaña antihomosexual fue el consejero de McCarthy Roy Cohn, aunque tuvo el apoyo del presidente del comité nacional del Partido Republicano, Guy Gabrielson. La prensa acuñó las palabras pervert peril (‘peligro pervertido’) y lavender scare (‘terror lila’) y, a partir de la primavera de 1950, se actuó contra homosexuales, con el resultado de que muchos funcionarios homosexuales perdieron su trabajo. En 1954 el FBI comenzó a infiltrar y vigilar a organizaciones homosexuales.
Entre los más conocidos críticos de la campaña de difamación se encontraba el periodista Max Lerner, que escribió para el Washington Post en 1950 la serie de artículos «Washington Sex Story». En 1953 el presidente estadounidense Dwight D. Eisenhower firmó la orden ejecutiva n.º 10450 que, entre otras cosas, decía que el gobierno no podía dar trabajo a ningún homosexual en interés de la seguridad nacional. La prohibición de entrar en el funcionariado para los homosexuales se mantuvo hasta 1975.
La mayor histeria colectiva en contra de los homosexuales en la historia de EE. UU. se produjo en octubre de 1955 en Boise, Idaho, tras presuntos asaltos a, supuestamente, cientos de jóvenes. La policía interrogó a casi 15.000 residentes en busca de un grupo de autores homosexuales. Las investigaciones produjeron cientos de nombres de sospechosos de homosexualidad. Finalmente se detuvo a 16 hombres, de los que 9 fueron condenados.

### Homosexuales en el movimiento de derechos civiles (1955-1968)

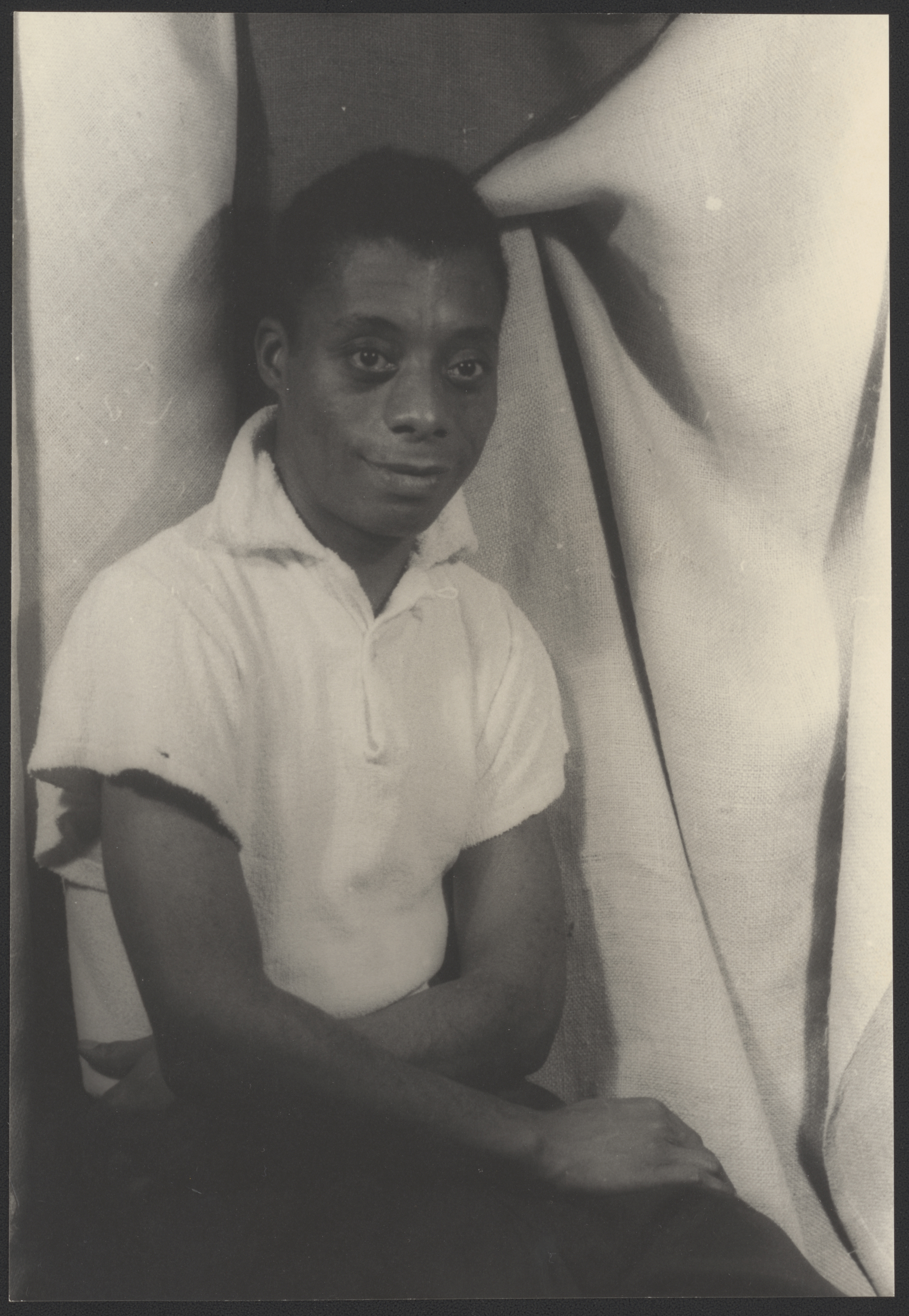
El escritor bisexual James Baldwin fue uno de los más conocidos precursores del movimiento de derechos civiles. Fotografiado por Carl van Vechten, 1955.

Ya en 1951 Edward Sagarin había indicado que los homosexuales —al igual que los judíos y los afroamericanos— eran una de las minorías con problemas más importantes de EE. UU. Debido a que, en los años cincuenta y principios de los sesenta, la homosexualidad estaba mucho más envuelta en tabús que la discriminación de afroamericanos y además los homosexuales admitían su condición públicamente en raras ocasiones, sus derechos no aparecían en la agenda de los defensores de los derechos civiles. Activistas como Jack Nichols y Franklin E. Kameny, que en 1968 acuñó el eslogan «Gay is good» (‘lo homosexual es bueno’, juego de palabras con God is good, ‘Dios es bueno’), participaron en demostraciones a favor de los derechos civiles de las minorías, como la marcha sobre Washington por el empleo y la libertad, pero no lo hicieron como representantes del movimiento gay.
Uno de los activistas más importantes del movimiento de derechos civiles en EE. UU. fue el escritor abiertamente bisexual James Baldwin, cuyas novelas han denotado una y otra vez la enorme presión que sufren los que son bisexuales y negros a la vez.
Otro activista del movimiento de derechos civiles abiertamente homosexual fue Bayard Rustin, que fue consejero de Martin Luther King en los años sesenta, pero que más tarde pondría más énfasis en la defensa de los derechos de los homosexuales. El Civil Rights Movement sería más tarde el modelo del movimiento de emancipación de los homosexuales.

### Organización del movimiento de derechos civiles para homosexuales
Ya en noviembre de 1950 Harry Hay funda en Los Ángeles la primera organización homosexual de EE. UU. que tendría continuidad: la Mattachine Society. Oficialmente, no sería hasta 1954, bajo otro equipo directivo, que se fundaría la organización. El objetivo principal de la asociación, que pronto tendría sucursales en otras ciudades estadounidenses y editaría una revista, la Mattachine Review (1955-1966), era hacer propaganda para conseguir el reconocimiento social de los homosexuales. También en 1950, en Los Ángeles, se fundó la Knights of the Clock cuyo objetivo era apoyar a parejas homosexuales con color de piel distinto.
En 1952, un grupo de ex miembros de la Mattachine Society fundaron ONE, Inc., una organización LGBT basada en Los Ángeles. ONE, Inc. editó a partir de 1953 la exitosa revista ONE Magazine y fundó en 1956 el ONE Institute, que a partir de 1957 ofrecía cursos sobre la historia de la homosexualidad. El One Institute, a su vez, editaba la primera revista científica a nivel nacional cuyo tema principal era la homosexualidad, el One Institute Quarterly. ONE, Inc. se fusionó en 1996 con el ISHR (Institute for the Study of Human Resources).
En 1955 se fundó en San Francisco la primera asociación lésbica para la defensa de sus derechos civiles. Con la creación de DOB (Daughters of Bilitis), que pronto tendría sucursales en otras ciudades estadounidenses y que desde 1956 publicó la revista The Ladder; se pretendía organizar un foro social que, al contrario que los bares para lesbianas, fuera seguro frente a las razzias policiales.
Kameny y Nichols fundaron en 1961 la Mattachine Society of Washington, que, al contrario que su equivalente de Nueva York, pretendía conseguir cambios políticos y comenzó a hacer trabajo de lobby, que se centraban sobre todo en conseguir el fin de la prohibición para homosexuales de trabajar en el funcionariado público. En 1962 se fundó en Filadelfia la Janus Society que editó la revista Drum Magazine, de gran tirada y muy leída. En 1963 algunas de las mayores organizaciones homosexuales se unieron en la ECHO (East Coast Homophile Organizations).
El 19 de septiembre de 1964 se produjo la primera manifestación a favor de los derechos de los homosexuales en la historia de EE. UU.; un grupo de unos 10 manifestantes protestó ese día en Whitehall Street (en la ciudad de Nueva York) contra la discriminación de los homosexuales en el ejército. En el verano de 1965 se produjeron manifestaciones parecidas por primera vez en la capital, Washington. En 1966/67 se creó la NACHO (North American Conference of Homophile Organizations), la primera federación de organizaciones de EE. UU., que tenía más de 6000 miembros, pero que se disolvió en 1970. La primera universidad estadounidense que reconoció una asociación estudiantil homosexual fue la Universidad de Columbia (Nueva York) en 1967. En enero de 1967 varios cientos de personas protestaron en el Sunset Boulevard (en Los Ángeles) contra las razzias policiales contra bares gais; fue la mayor manifestación de homosexuales hasta la fecha. Ese mismo año, en el Greenwich Village, en Nueva York, el activista Craig Rodwell abrió la primera librería de temática LGBT del país, la Oscar Wilde Memorial Bookshop.

### Cultura homosexual fuera de Nueva York

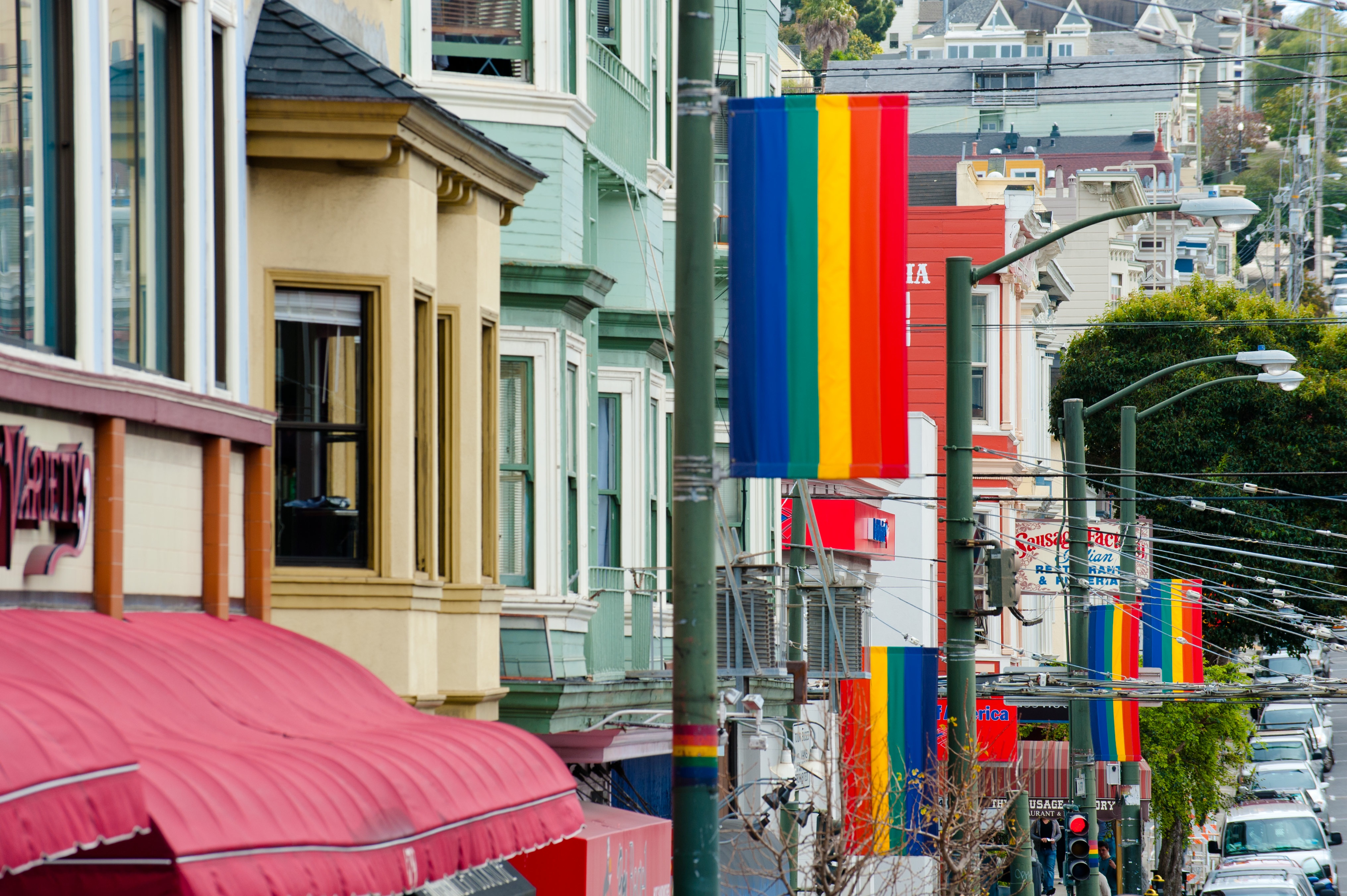
Banderas gays colocadas en el distrito de Castro de San Francisco.

Subculturas homosexuales ya existían desde finales del siglo XIX en muchas ciudades estadounidenses, como Chicago, Los Ángeles y San Francisco. San Francisco recibió una inmigración de homosexuales especialmente alta desde que en los años cincuenta los escritores de la Generación beat se instalaran allí.
El activista gay José Sarria ya se presentó en 1961 a concejal del ayuntamiento de la ciudad. La revista Life declaró la ciudad en 1964 la «capital gay de América». Ese mismo año se fundó en San Francisco la SIR (Society of Individual Rights), que tenía una orientación más política que la Mattachine Society y que, por lo tanto, serviría de modelo a organizaciones posteriores.
Tal como han puesto en evidencia Brett Beemyn y un equipo de autores, la subcultura homosexual no solo existía en el ambiente supuestamente más liberal y moderno de las grandes ciudades, sino que también innumerables pequeñas ciudades tenían su propio ambiente.

### Religión y homosexualidad
Cuando en los años cincuenta y sesenta la religión fue perdiendo influencia y, sobre todo, los tabúes impuestos por el puritanismo fueron eliminándose uno tras otro, algunas comunidades religiosas comenzaron a repensar su punto de vista frente a la homosexualidad. La diócesis episcopaliana de Nueva York apoyó en 1964 la descriminalización de los actos homosexuales. También en 1964 el reverendo Ted McIlvenna y otros religiosos fundaron el Council on Religion and the Homosexual, que promocionando activamente una actitud positiva hacia la homosexualidad, consiguió una gran influencia, sobre todo entre los heterosexuales liberales. En 1967 un congreso de representantes de la Iglesia episcopaliana decidió que la homosexualidad ya no debía ser condenada. En 1968 un grupo de homosexuales crearon en Los Ángeles la Metropolitan Community Church, una iglesia libre que creció rápidamente y en la actualidad coordina una red de iglesias por todo el país. Otras comunidades religiosas, como la Iglesia católica y las iglesias protestantes conservadoras, a menudo bajo la denominación de evangélicas, siguen manteniendo su rechazo a la homosexualidad hasta el presente.
Dentro del judaísmo estadounidense, fueron los judíos reconstruccionistas y los judíos reformistas las corrientes que primero se abrieron a la homosexualidad. En 1972 se creó en Los Ángeles, la primera congregación judía formada por homosexuales: Beit Chaim. Un año más tarde apareció en Nueva York la congregación Beit Simchat Thora. Ya en 1969 homosexuales católicos habían fundado la organización DignityUSA; en 1974 siguió IntegrityUSA de los episcopalianos y en 1977 Affirmation: Gay & Lesbian Mormons de la La Iglesia de Jesucristo de los Santos de los Últimos Días.

### Homosexualidad en los medios de comunicación
Después de que en 1963 A. M. Rosenthal se convirtiera en editor del The New York Times, el periódico fue el primero de los grandes diarios estadounidenses en publicar grandes artículos sobre la homosexualidad. Editoriales como «Growth of Overt Homosexuality in City Provokes Wide Concern» (‘El crecimiento de la homosexualidad pública en la ciudad provoca preocupación en amplios sectores’, 17 de diciembre de 1963) no eran necesariamente a favor de los homosexuales, pero acabaron con la supresión del tema del discurso público y consiguió la atención del país. Entre los famosos cuya —involuntaria— salida del armario logró llegar a los titulares se cuentan el campeón de tenis Bill Tilden (1947) y el consejero electoral de Lyndon B. Johnson, Walter Jenkins (1964).
La supresión de código de Hays en los años sesenta evidenció la disminución de la influencia del puritanismo moral en la industria del cine estadounidense. Desde finales de los años cincuenta, se habían ido realizado en Hollywood películas como
Suddenly, Last Summer (De repente, el último verano, 1959),
The Children's Hour (La calumnia, 1961),
Advise & Consent (Tempestad sobre Washington, 1962),
Reflections in a Golden Eye (Reflejos de un ojo dorado, 1967),
The Fearless Vampire Killers (El baile de los vampiros, 1967),
Flesh (1968), The Gay Deceivers (1969),
Midnight Cowboy (Cowboy de medianoche, 1969) y
The Boys in the Band (Los chicos de la banda, 1970),
en las que la homosexualidad aparecía de manera cada vez más explícita.

## 1969-1980

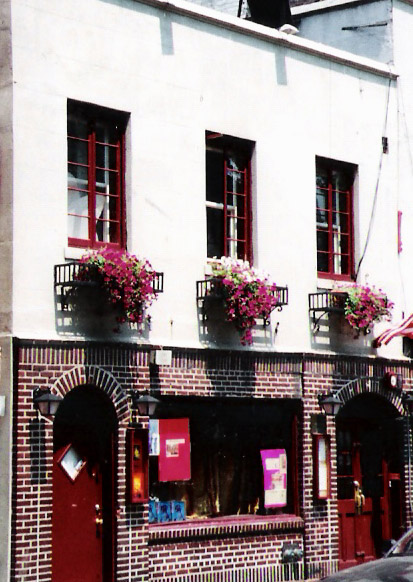
El bar Stonewall Inn en la calle Christopher Street en el barrio neoyorquino de Greenwich Village en 2005.

### Disturbios de Stonewall (1969)
Debido a que las autoridades de Nueva York a menudo negaban la licencia para servir alcohol a los bares que eran visitados por homosexuales y en estos se servía alcohol de todas formas, se producían asaltos policiales regularmente en los bares de ambiente durante los años sesenta. El 28 de junio de 1969 uno de estos asaltos en el bar Stonewall Inn acabó con el rechazo violento de las fuerzas policiales y un asedio de varios días.
Los homosexuales estadounidenses hasta ese momento nunca habían realizado resistencia física y la acción tuvo mucho impacto entre los gais, y no solo tuvo como consecuencia una solidarización a corto plazo, sino que también fue el punto de partida de la campaña internacional del orgullo gay. Mirando hacia atrás, muchos activistas gais le han dado una grandeza mítica a los disturbios de Stonewall, proveniente principalmente de la necesidad de dar a la lucha por la emancipación gay un inicio simbólico, del estilo de la toma de la Bastilla.
Los asaltos policiales no terminaron con los disturbios de Stonewall. El 8 de marzo de 1970 la policía detuvo en el Snake Pit, otro bar gay del Greenwich Village, a 167 personas. El incidente tuvo una relevancia especial porque uno de los detenidos, un joven argentino, por miedo a perder su visado, saltó por la ventana y se hirió gravemente.

### Tendencias generales en la cultura homosexual tras Stonewall
Los disturbios Stonewall deben una parte de su influencia a que fueron en una época llena de cambios sociales y culturales. Los disturbios estaban entroncados en una transformación de los valores y una liberalización de la sexualidad, que también se podía ver en la revolución sexual y en el movimiento hippie.
Lesbianas y gais de zonas rurales y pequeñas ciudades emigraron en grandes cantidades a ciudades como San Francisco, Nueva York, West Hollywood, Chicago, Nueva Orleans, Atlanta y Houston, que vivieron una explosión como centros de una cultura abiertamente homosexual. Esta se dividió enseguida en muchas subculturas menores, que tenían a su vez puntos de encuentro distintos. En una época en la que el mundo heterosexual se vestía con la moda unisex y admiraba a ídolos andróginos, como por ejemplo a David Bowie, los gais, por el contrario, seguían un patrón de «masculinización» de su imagen. A principios de los años setenta se extiende el tipo social llamado Castro clone (clon de Castro), que se caracterizaba por llevar botas de cuero, vaqueros Levi’s muy ajustados, Chaqueta de cuero y bigote, además de ir regularmente al gimnasio. Este ambiente de cuero y vaqueros era extremadamente promiscuo, un hecho que reconocieron a partir de los años setenta los dueños de bares gais abriendo cuartos oscuros. En general, establecimientos comerciales como bares, cines y saunas especializadas en público homosexual fueron sustituyendo la función de ligue que hasta el último cuarto del siglo XX habían tenido los llamados cruising spots (zonas de ligue), como parques y baños públicos. A lo largo de los años setenta aparece también el ambiente de fiestas gais, que acabaron siendo enormes bailes organizados por profesionales.
Durante su época de esplendor, en los años noventa, estas fiestas del circuito (circuit parties) duraban dos días y participaban a menudo más de 10 000 hombres.
Debido a que el término «homosexual» mantenía connotaciones negativas provenientes de la psiquiatría, fue rechazado por muchos homosexuales de los años setenta, al igual que el eufemismo «homófilo»; en su lugar se reivindicó y se reintrodujo en el lenguaje culto, sin las connotaciones negativas, la palabra «gay» (marica), que hasta entonces habían usado los opositores a la homosexualidad.

### El movimiento homosexual tras Stonewall
Los disturbios de Stonewall marcan una ruptura en la historia de los homosexuales en los Estados Unidos. Representan el inicio de una autoorganización e interconexión acelerada de la subcultura gay, un movimiento que también cambia radicalmente su programa político. Mientras que los activistas de las generaciones anteriores, como los representantes de la Mattachine Society, habían luchado sobre todo por una mayor aceptación, las generaciones siguientes a Stonewall exigían el reconocimiento social y una integración completa. A una fase radical, orientada en utopías, que pierde impulso a principios de los 70, le sigue otra fase más realista y enfocada a conseguir reformas que aseguren los derechos civiles y sociales de los homosexuales.

#### Organización
Desde 1969 los homosexuales empleaban de forma puntual la bandera del arco iris, que estaba inspirada en la canción Over the Rainbow que Judy Garland canta en la película El mago de Oz y que ha sido un símbolo tanto del orgullo gay y lésbico, como de la diversidad de formas de vida. Su forma definitiva la obtuvo en 1978, gracias al artista Gilbert Baker que vivía en San Francisco en la época.

La bandera del arco iris, un símbolo LGBT internacional.

La politización que la comunidad homosexual sufrió durante la época de los disturbios de Stonewall, se expresó en la creación de organizaciones LGBT, como la radical GLF (Gay Liberation Front), que fue fundada en Nueva York inmediatamente después de los disturbios. A diferencia de la Mattachine Society, el GLF luchaba por un cambio a fondo de la sociedad. Para el primer aniversario de los disturbios de Stonewall organizaron una manifestación de homosexuales, la mayor vista hasta el momento: desde el Greenwich Village hasta el Central Park, con varios miles de participantes, que se convirtió en la primera marcha del orgullo gay. Desde finales de los 60, los métodos de lucha eran extraordinariamente variados e incluían, aparte de las manifestaciones, piquetes (protestas puntuales), reparto de octavillas y boicots, también se realizaban gay-ins y kiss-ins (‘besadas’).
En 1969 el activista de GLF Don Jackson consiguió una gran atención mediática cuando intentó fundar una colonia de vacaciones en Alpine County (California), que debía llevar el nombre Stonewall Nation.
En diciembre de 1969 aparece la GAA (Gay Activist’s Alliance), que eligió como símbolo la letra griega lambda minúscula. La GAA, que al contrario que la GLF tenía una estricta organización, se alejó de la violencia de los métodos y de la agenda radical de la GLF, pero también buscó medios militantes en su lucha por la igualdad de los homosexuales. Para llamar la atención de los medios de comunicación, los miembros del GAA realizaban los llamados zaps, enfrentamientos públicos, pacíficos e inesperados con políticos y personas de la televisión, que enseguida llegaron a temer estas acciones.
Debido a que muchos travestidos y transexuales consideraban que sus intereses no estaban bien representados por el Gay Liberation Front, fundaron en 1970 una organización propia, la STAR (Street Transvestite Action Revolutionaries). En 1971 se fundó la Lambda Legal Defense and Education Fund (habitualmente llamada Lambda Legal), una ONG que intentaba llevar a juicio casos seleccionados para crear precedentes que beneficiarían a toda la comunidad homosexual. En 1973 ex miembros de la Gay Activist’s Alliance fundaron la NGTF (National Gay Task Force), que pronto sería renombrada como National Gay and Lesbian Task Force y cuyo objetivo era conseguir la igualdad para los homosexuales a través del proceso parlamentario. Al contrario que muchas otras organizaciones que apoyaban a las minorías, estas organizaciones eran apoyadas por miembros que a menudo tenían buenos ingresos económicos, de forma que disponían de cantidades nada despreciables para hacer labor de lobby y apoyar a sus candidatos en las elecciones, lo que lo convirtió en un agente importante en la política.
Como alternativa a los bares de ambiente, en los que el público debía pagar las bebidas a precios escandalosos, a partir de los años setenta aparecen en las grandes ciudades cafés que funcionaban como organizaciones sin ánimo de lucro. A su vez, de ellos surgían a menudo centros comunitarios de las organizaciones LGBT, en las que se ofrecían actos culturales y bailes.
En octubre de 1979, activistas homosexuales realizaron por primera vez una marcha sobre Washington por los derechos de gais y lesbianas, una manifestación en la capital en la que participaron más de 100.000 personas. En 1980 se fundó la Human Rights Campaign, que en la actualidad es la organización homosexual que más miembros tiene en EE. UU. y que, como tal, realiza un importante trabajo de lobby y apoya a candidatos que están a favor de la causa LGBT.

#### BDSM gay

La bandera del Orgullo del Cuero, símbolo del ambiente del cuero.

Tras la II Guerra Mundial, se desarrolló, a partir de la subcultura de los moteros, a la que pueden retrotraerse los inicios de la subcultura BDSM actual, en ciudades como Nueva York, Los Ángeles y Chicago el ambiente del cuero entre los homosexuales masculinos.
En 1972, Larry Townsend publicó Leatherman's Handbook (que se puede traducir como ‘manual de amante del cuero’), en el que resumía las ideas del movimiento del cuero, que más tarde serían llamados la Old Guard (vieja guardia). En los años noventa, como reacción a la vieja guardia, que se caracterizaba por comportamientos y reglas estrictas y por excluir a lesbianas y heterosexuales, apareció la llamada New Guard (nueva guardia), un movimiento del cuero que admitía un espectro más amplio de comportamientos sexuales.

#### Desarrollo de la cultura lésbica
La organización lésbica más influyente de los años cincuenta y sesenta fue Daughters of Bilitis (DOB), que se desintegró hacia los años setenta cuando sus miembros se enfrentaron sobre si debían apoyar al movimiento homosexual o al feminismo.

##### Feminismo lésbico

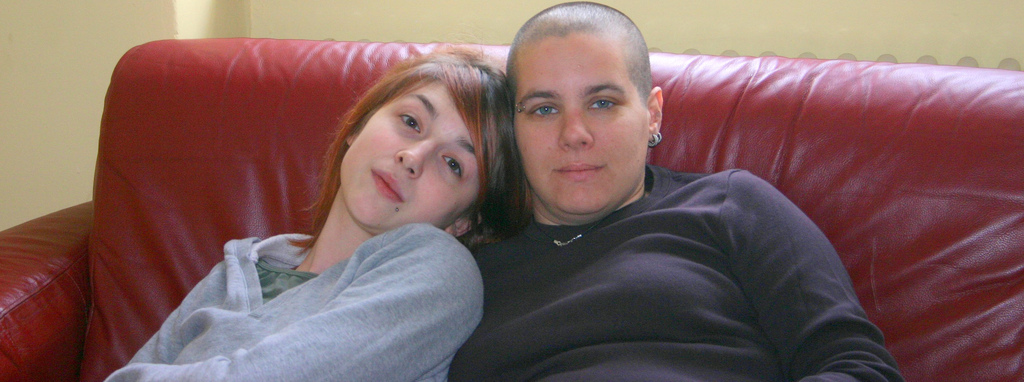
Pareja lésbica.

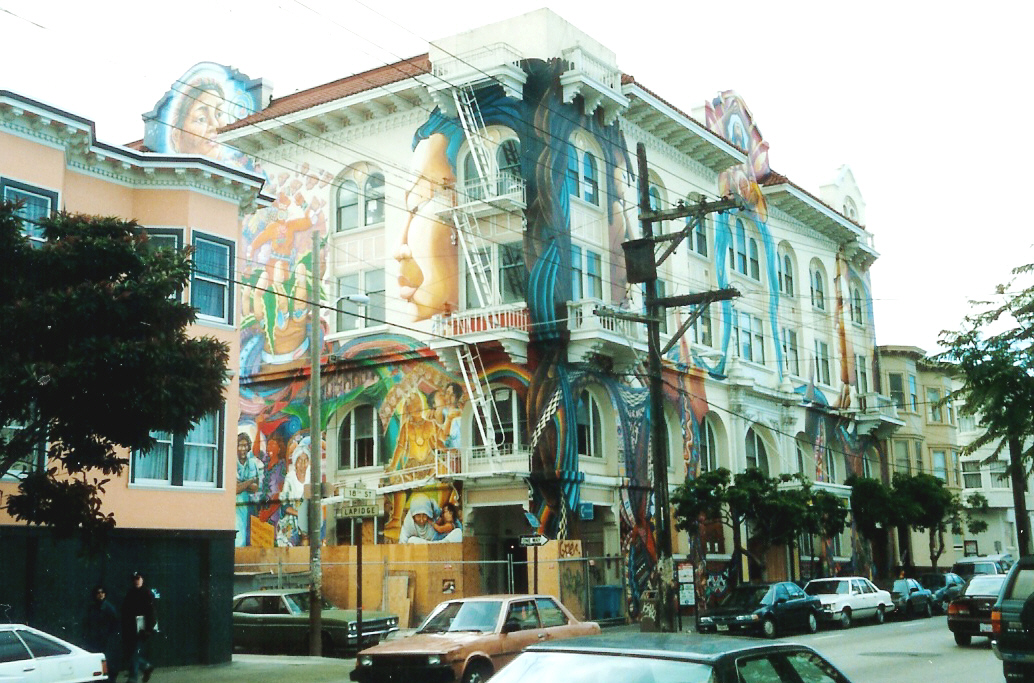
El Women’s Building (edificio de las mujeres), un centro cultural para mujeres inaugurado en 1979 en el barrio Mission en San Francisco.

Muchas lesbianas tenían la impresión que sus intereses no eran defendidos suficientemente en organizaciones mixtas. En abril de 1970 Rita Mae Brown y otras mujeres abandonan el Gay Liberation Front y fundan Radicalesbians (también llamado Lavender Menace), de corta vida, en cuyo Manifiesto de la mujer identificada con la mujer se formula por primera vez dentro del movimiento feminista el influyente concepto del feminismo lésbico (también llamado lesbianismo político). A finales del verano de 1970 también se separa la Gay Liberation Front Women. De la Gay Activist’s Alliance se separa en 1971 un grupo de mujeres a partir del que se forma el Women’s Subcommittee, que a partir de 1972 se llama LLC (Lesbian Liberation Committee).
Las feministas lesbianas se veían enfrentadas a una doble represión (por el sexismo y por la homofobia) y estaban convencidas de que sus intereses estaban diametralmente opuestos a los de los hombres —también de los homosexuales. Definían el lesbianismo como una declaración política y por ello entraron en conflictos amargos con muchas feministas heterosexuales. A pesar de todo, a principios de los años setenta, aparece una cultura lésbica y femenina que se distancia conscientemente de las estructuras patriarcales y capitalistas y que crea una infraestructura a base de cafés, librerías, restaurantes, periódicos, bancos, viviendas colectivas y conciertos. Esta comunidad de mujeres estaba concebida como algo autónomo, a menudo incluso como algo separatista. Muchas mujeres lesbianas preferían este tipo de cultura aunque solo fuera porque, en promedio, no eran económicamente tan pudientes como los homosexuales masculinos.
Mientras que los gais centraban sus vidas en las «zonas liberadas» de las grandes ciudades, las lesbianas feministas de los años setenta emigraron en grandes cantidades a pequeñas ciudades universitarias como Ann Arbor, Northampton, Ithaca o Boulder, o a áreas rurales, donde surgieron comunas de vida y trabajo, a menudo de carácter fuertemente separatista. Muy conocido fue por ejemplo el The Furies Collective, en Washington, D. C., fundado en 1971.
Una particularidad de la cultura lésbico feminista que no tuvo apenas correspondencia en la comunidad gay, fueron los innumerables actos musicales y conciertos al aire libre en los que se reunían solo mujeres. Por ejemplo, en 1976 surgió el Michigan Womyn's Music Festival, que desde entonces se ha convertido en concierto anual.
Cantautoras, cuyas canciones expresaban los sentimientos de las lesbianas durante esta época, fueron, entre otras, Holly Near, Chris Williamson, Meg Christian, Maxine Feldman, Alix Dobkin y Cris Williamson.

##### Lesbianas «de color»
Lesbianas con antepasados no europeos consideraron que ninguna de las asociaciones formadas hasta entonces representaban sus intereses y fundaron una organización propia. Ya en 1976 se formaron en Nueva York las Salsa Soul Sisters, una organización de lesbianas de color, que más tarde pasaría a llamarse African Ancestral Lesbians United for Societal Change (lesbianas africanas ancestrales unidas para el cambio social). Le siguieron Lesbian and Gay Asian Alliance (1979), Lesbianas Unidas (1983) y United Lesbians of American Heritage (ULOAH, 1989).

##### BDSM lésbico
En junio de 1978 aparece el grupo Samois, que bajo el eslogan The Leather Menace (la amenaza de cuero), es la primera organización de feministas lesbianas que defiende los intereses políticos del BDSM lésbico. En 1981 publican el manual Coming to Power, que defiende la aceptación del BDSM dentro del movimiento lésbico. Sin embargo, desde el comienzo, las lesbianas sadomasoquistas tuvieron un fuerte enfrentamiento con las mujeres del feminismo lésbico, que consideraban el BDSM —al igual que la pornografía violenta y la distinción entre butch y femme (mujeres masculinas y femeninas)— un «tumor maligno» surgido de la dominación patriarcal, especialmente agresivo contra las mujeres. El debate sobre el BDSM y la pornografía desembocó en las llamadas Feminist Sex Wars (guerras sexuales feministas), en las que Samois fue atacado violentamente por grupos antipornografía como WAVPM (Women Against Violence in Pornography and Media) y Women Against Pornography. Como contrapropuesta del modelo sexual de las feministas lésbicas, Pat Califia, Gayle Rubin y otras sadomasoquistas desarrollaron el concepto del sex-positive feminism (feminismo positivo al sexo), que partía de la premisa de que solo existe libertad sexual si existe libertad para elegir cualquier forma de expresión sexual.

#### Movimiento del outing
Desde los años setenta, muchos gay-libbers (de Gay Liberation, liberación gay) defendían el eslogan «Out of the closets, Into the streets!» («¡Fuera del armario, a la calle!») y se apoyaban, por una parte, en la idea de que lo personal es político y debe ser hecho visible y, por otra, en estudios, como el publicado por Martin S. Weinberg y Colin J. Williams (Male Homosexuals, 1974), que afirmaban que a los homosexuales que habían salido del armario les iba mejor que a aquellos que lo mantenían en secreto. En la «comunidad» homosexual también aumentó la presión para definirse como «exclusivamente» gay o lesbiana; personas que se consideraban bisexuales corrían el riesgo de ser acusadas de homofobia. También fueron discriminados travestidos, transexuales y otros que no pasaban en el molde.
Muchos gay-libbers defendían también el «outing» de personas públicas que no querían admitirlo públicamente. Debido a que otros consideraban esta práctica como una injerencia inaceptable en la vida privada, se generó una viva polémica dentro del movimiento homosexual. El primer outing político-táctico se realizó en 1989, cuando activistas gais acusaron en un acto público al senador republicano de Oregón, Mark Hatfield, de ser homosexual.
Más tarde seguirían personajes como el corresponsal de la NBC Pete Williams, el editor Malcolm Forbes, el actor Richard Chamberlain, la cantante Chastity Bono y el congresista Edward Schrock.
El movimiento del outing fue apoyado por el periodismo investigador de las nuevas revistas gais, como OutWeek.
En 2004, para evitar un outing que estaba en preparación, el gobernador de Nueva Jersey, James McGreevey, confesó su homosexualidad a los medios de comunicación.
Muchos otros personajes famosos salieron del armario por su propio pie. Entre ellos:
- el ex jefe del departamento de salud de Nueva York, Howard Brown (1973),
- el jugador de fútbol americano David Kopay (1977),
- la jugadora de tenis Martina Navrátilová (1980),
- el jugador de béisbol Glenn Burke (1982) y
- el recaudador de fondos Marvin Liebman (1990).

Desde 1988 se celebra anualmente el Coming Out Day (día de la salida del armario).

### Política y legislación

#### Apoyo de políticos establecidos
A principios de los años setenta el movimiento por los derechos civiles de los homosexuales se vio apoyado por primera vez por políticos establecidos, entre los que hay que destacar sobre todo a Edward I. Koch, Arthur Goldberg, Charles Goodell, Richard Ottinger, Robert Abrams y Bella Abzug. Es en esta época cuando los políticos se dan cuenta de que los homosexuales forman un grupo que no puede ser ignorado en el futuro. Sin embargo, estos votos no fueron realmente decisivos hasta 1992 en la elección a presidente de Bill Clinton; tras su elección, Clinton nombró a casi 100 personas abiertamente homosexuales para cargos en su administración, entre ellos a Roberta Achtenberg y al enfermo de sida Bob Hattoy.

#### Revocación de las leyes de sodomía

Fecha de revocación de las leyes de sodomía en cada estado:
Posterior a 2000
1996 - 2000
1991 - 1995
1986 - 1990
1981 - 1985
1976 - 1980
1970 - 1975
Anterior a 1970.

Algunas prácticas sexuales como el sexo anal u oral, que en el lenguaje legal tradicional anglosajón se llaman «sodomía», estaban prohibidas y eran castigadas en todos los estados de EE. UU. con multas y, a menudo, con la cárcel. Aunque estas leyes estaban adaptadas sobre todo para los homosexuales, teóricamente también afectaban a los heterosexuales. Illinois fue el primer estado que, en el contexto de una refundición del Código Criminal, revocó la ley de sodomía en 1962. Tras la aparición del movimiento gay, siguieron en los años setenta varios otros estados: Connecticut (1971), Colorado, Oregón (1972), Delaware, Hawái (1973), Massachusetts, Ohio (1974), Nuevo Hampshire, Nuevo México, Dakota del Norte (1975), California, Maine, Washington, Virginia Occidental (1976), Indiana, Dakota del Sur, Vermont, Wyoming (1977), Iowa, Nebraska (1978) y Nueva Jersey (1979). Casi siempre fue el legislativo el que revocó las leyes; solo en Massachusetts se realizó el cambio por una decisión de la Corte Suprema de los Estados Unidos.

#### Persecución legal
Hasta la desaparición de las leyes de sodomía, seducir a homosexuales en baños públicos y lugares similares con agentes provocadores para luego detenerlos bajo la acusación de lewdness (obscenidad) era parte de la rutina policial. A veces, caían en la trampa de esta costumbre humillante personas conocidas como el matemático y más tarde premio Nobel John Forbes Nash Jr., que en 1965 fue detenido en Santa Mónica. La policía de Nueva York acabó con esta costumbre, que tuvo su mayor extensión en los años cincuenta, gracias a la presión ejercida por la Mattachine Society en 1966. En otros estados el llamado entrapment en baños públicos fue realizado a gran escala hasta la eliminación de las leyes de sodomía.
Sensación causó por ejemplo la detención del político republicano Gaylord Parkinson en San Diego (1974),
el vicealcalde de Los Ángeles, Maurice Weiner, en Los Ángeles (1976),
el general de división Edwin A. Walker en Dallas (1976),
el congresista Robert Bauman (que fue detenido en 1980 cuando estaba en contacto con un prostituido menor de edad),
el congresista Jon Hinson en Washington, D. C (1981),
del cantante británico George Michael en Los Ángeles (1998) y
el representante republicano en Florida Robert Allen (2007).
El último caso es el del senador por Idaho Larry Craig, de posiciones contrarias a la homosexualidad, que fue detenido el 11 de junio de 2007 en el aeropuerto de Minneápolis por «conducta lasciva».

#### Otras leyes y costumbres discriminatorias
La prohibición de la sodomía no era la única ley que discriminaba a los homosexuales en EE. UU. Innumerables leyes, ordenanzas y reglamentos federales, estatales y locales aseguraban que los homosexuales se mantuvieran fuera de determinadas profesiones y del servicio militar y de que no obtuvieran security clearance (acreditación de seguridad), que en EE. UU. es necesaria para realizar muchas profesiones. Los homosexuales se veían desfavorecidos por las leyes de alquiler, trabajo y en la obtención de seguros; la primera aseguradora estadounidense que vendió seguros de vida a parejas homosexuales bajo las mismas condiciones que a parejas casadas, fue en 1976 la MetLife. Parejas homosexuales tenían a menudo problemas para ser enterrados juntos. También besos, abrazos o bailes pegados eran impensables en público. En muchas ciudades estadounidenses existían ordenanzas locales que prohibían el travestismo público.
Hasta 1990 el Immigration and Naturalization Service (Servicio de inmigración y naturalización) podía prohibir la entrada en el país de homosexuales extranjeros. También tienen dificultades los extranjeros que quiere reunirse con su pareja estadounidense.

#### Tutela y adopción
Hasta los años setenta, los homosexuales cuyas parejas necesitaran de cuidados, no conseguían que les dejaran cuidarlas en casa. Igualmente no podían adoptar niños ni tenerlos en acogida; a menudo se les retiraba incluso la patria potestad y el derecho de visita de sus propios hijos. En junio de 1972, un juzgado de San José admitió por primera ver la causa de una mujer lesbiana para recuperar a sus tres hijos. En mayo de 1974, en Filadelfia, se entregó la tutela de un niño por primera vez a una pareja de lesbianas que no estaban biológicamente emparentadas con él.
En los años noventa algunos hombres lucharon por primera vez en los juzgados (por ejemplo en Nueva York en 1992) por obtener el derecho de adopción de los hijos de su pareja («second parent adoption»). Ya en 1990 el tribunal supremo de Ohio había permitido a un hombre homosexual adoptar a un niño gravemente disminuido que tenía en acogida. En octubre de 1997 un juzgado de Nueva Jersey permitió por primera vez adoptar a un niño que no estaba emparentado biológicamente con ninguno de los dos («joint adoption») a una pareja gay.

#### Enmiendas acerca del matrimonio y las uniones civiles homosexuales en 2004
| Estado           | Iniciativa                                 | Prohibición                                                            | Fecha              | A favor         | En contra       | Aprobada |
| ---------------- | ------------------------------------------ | ---------------------------------------------------------------------- | ------------------ | --------------- | --------------- | -------- |
| 1992:            |                                            |                                                                        |                    |                 |                 |          |
| Colorado         | Enmienda 2 (1992)                          | Acceso a beneficio de leyes contra la homofobia, bifobia o transfobia. | Noviembre de 1992  | 53%             | 47%             | Sí       |
| 1998:            |                                            |                                                                        |                    |                 |                 |          |
| Alaska           | Referéndum 2 (1998)                        | Matrimonio                                                             | Noviembre de 1998  | 68% (152,965)   | 32% (71,631)    | Sí       |
| Hawái            | Enmienda constitucional 2 (1998)           | Matrimonio                                                             | Noviembre de 1998  | 69% (285,384)   | 31% (117,827)   | Sí       |
| 2000:            |                                            |                                                                        |                    |                 |                 |          |
| Nebraska         | Ley 416 (2000)                             | Matrimonio y unión civil                                               | Noviembre de 2000  | 70% (450,073)   | 30% (189,555)   | Sí       |
| 2002:            |                                            |                                                                        |                    |                 |                 |          |
| Nevada           | Referéndum 2 (2002)                        | Matrimonio                                                             | Noviembre de 2002  | 67% (337,183)   | 33% (164,555)   | Sí       |
| 2004:            |                                            |                                                                        |                    |                 |                 |          |
| Arkansas         | Enmienda constitucional 3 (2004)           | Matrimonio y unión civil                                               | Noviembre de 2004  | 75% (753,770)   | 25% (251,914)   | Sí       |
| Georgia          | Enmienda constitucional 1 (2004)           | Matrimonio y unión civil                                               | Noviembre de 2004  | 76% (2,454,912) | 24% (768,703)   | Sí       |
| Kentucky         | Enmienda constitucional 1 (2004)           | Matrimonio y unión civil                                               | Noviembre de 2004  | 75% (1,222,125) | 25% (417,097)   | Sí       |
| Luisiana         | Enmienda constitucional 1 (2004)           | Matrimonio y unión civil                                               | Septiembre de 2004 | 78% (618,928)   | 22% (177,103)   | Sí       |
| Míchigan         | Proposición estatal - 04-2 (2004)          | Matrimonio y unión civil                                               | Noviembre de 2004  | 59% (2,698,077) | 41% (1,904,319) | Sí       |
| Misisipi         | Enmienda constitucional 1 (2004)           | Matrimonio                                                             | Noviembre de 2004  | 86% (957,104)   | 14% (155,648)   | Sí       |
| Misuri           | Missouri Enmienda constitucional 2 (2004)  | Matrimonio                                                             | Agosto de 2004     | 71% (1,055,771) | 29% (439,529)   | Sí       |
| Montana          | Iniciativa legislativa 96                  | Matrimonio                                                             | Noviembre de 2004  | 67% (295,070)   | 33% (148,263)   | Sí       |
| Dakota del Norte | Enmienda constitucional 1 (2004)           | Matrimonio y unión civil                                               | Noviembre de 2004  | 73% (223,572)   | 27% (81,716)    | Sí       |
| Ohio             | Ley estatal 1 (2004)                       | Matrimonio unión civil                                                 | Noviembre de 2004  | 62% (3,329,335) | 38% (2,065,462) | Sí       |
| Oklahoma         | Refrerendum 711 (2004)                     | Matrimonio y unión civil                                               | Noviembre de 2004  | 76% (1,075,216) | 24% (347,303)   | Sí       |
| Oregón           | Referéndum 36 (2004)                       | Matrimonio                                                             | Noviembre de 2004  | 57% (1,028,546) | 43% (787,556)   | Sí       |
| Utah             | Enmienda constitucional 3                  | Matrimonio y unión civil                                               | Noviembre de 2004  | 66% (593,297)   | 34% (307,488)   | Sí       |
| 2005:            |                                            |                                                                        |                    |                 |                 |          |
| Kansas           | Proposición de enmienda 1 (2005)           | Matrimonio y unión civil                                               | Abril de 2005      | 70% (414,106)   | 30% (178,018)   | Sí       |
| Texas            | Proposición 2 (2005)                       | Matrimonio y unión civil                                               | Noviembre de 2005  | 76% (1,718,513) | 24% (536,052)   | Sí       |
| 2006:            |                                            |                                                                        |                    |                 |                 |          |
| Alabama          | Enmienda de santidad de matrimonio         | Matrimonio y unión civil                                               | Junio de 2006      | 81% (734,746)   | 19% (170,399)   | Sí       |
| Arizona          | Proposición 107 (2006)                     | Matrimonio y unión civil                                               | Noviembre de 2006  | 48% (721,489)   | 52% (775,498)   | No       |
| Colorado         | Colorado Enmienda constitucional 43 (2006) | Matrimonio                                                             | Noviembre de 2006  | 56% (768,700)   | 44% (612,155)   | Sí       |
| Idaho            | Enmienda 2                                 | Matrimonio y unión civil                                               | Noviembre de 2006  | 63% (281,823)   | 37% (163,191)   | Sí       |
| Carolina del Sur | Enmienda constitucional (2006)             | Matrimonio y unión civil                                               | Noviembre de 2006  | 78% (818,894)   | 22% (230,674)   | Sí       |
| Dakota del Sur   | Enmienda constitucional C (2006)           | Matrimonio y unión civil                                               | Noviembre de 2006  | 52% (172,237)   | 48% (160,756)   | Sí       |
| Tennessee        | Enmienda de protección del matrimonio      | Matrimonio                                                             | Noviembre de 2006  | 81% (1,417,315) | 19% (326,335)   | Sí       |
| Virginia         | Enmienda constitucional 1 (2006)           | Matrimonio y unión civil                                               | Noviembre de 2006  | 57% (1,325,668) | 43% (1,003,967) | Sí       |
| Wisconsin        | Referéndum 1 (2006)                        | Matrimonio y unión civil                                               | Noviembre de 2006  | 59% (1,260,554) | 41% (861,554)   | Sí       |
| 2008:            |                                            |                                                                        |                    |                 |                 |          |
| Arizona          | Proposición 102                            | Matrimonio                                                             | Noviembre de 2008  | 49%             | 42%             | Sí       |
| California       | Proposición 8 (2008)                       | Matrimonio                                                             | Noviembre de 2008  | 52,5%           | 47,5%           | Sí       |
| Florida          | Enmienda constitucional 2                  | Matrimonio y unión civil                                               | Noviembre de 2008  | 62,5%           | 37,5%           | Yes      |
| Arkansas         | Enmienda constitucional 1 (2004)           | Adopción                                                               | Noviembre de 2008  | 53%             | 47%             | Sí       |

### Homosexuales en cargos políticos

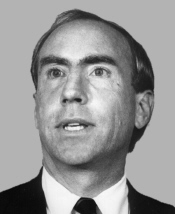
Gerry Studds, miembro de la Cámara de Representantes de los Estados Unidos, admitió su homosexualidad en 1983 y posteriormente fue reelegido 6 veces.

La primera persona con un cargo político en EE. UU. que admitió públicamente su homosexualidad, fue Nancy Wechsler, que de 1972 a 1974 fue miembro electo del ayuntamiento de Ann Arbor (Míchigan).
Su sucesora, Kathy Kozachenko, fue la primera política que fue elegida para su cargo siendo lesbiana confesa. Kozachenko trabajó en el ayuntamiento de Ann Arbor de 1974 hasta 1976. Ambas políticos eran miembros del Human Rights Party.
Elaine Noble salió del armario durante su primer mandato en la Cámara de Representantes de Massachusetts, que había conseguido en 1974. Su reelección la consiguió en 1976, pero tuvo problemas después de que la cantante Anita Bryant comenzara su campaña antihomosexual. También en 1974 Allan Spear, un miembro del senado de Minnesota, reconoció su homosexualidad públicamente; en 1976 ganó sin problemas su reelección.
Uno de los políticos abiertamente homosexuales más conocidos era Harvey Milk, que era concejal del ayuntamiento de San Francisco desde 1977. En noviembre de 1978, Harvey Milk y el alcalde George Moscone fueron asesinados a tiros por un antiguo concejal, Dan White. Después de que White, en el juicio consiguiente, fuera solamente hallado culpable de homicidio, se produjeron en mayo de 1979 la revuelta conocida como White Night Riots, un levantamiento de una parte de la población homosexual de San Francisco.
En 1979, el presidente de los Estados Unidos Jimmy Carter llamó a la lesbiana Jill Schropp a formar parte del National Advisory Council on Women (Consejo nacional asesor sobre mujeres). En 1980, Melvin Boozer (1945-1987), un activista gay de color de Washington D. C., fue nombrado candidato a la vicepresidencia en la convención democrática de Nueva York. Debido a que en las elecciones siguientes fue elegido Ronald Reagan, fue George H. W. Bush quien ocuparía el cargo.
Los cargos políticos más importantes que han podido ser conseguidos o mantenidos por políticos abiertamente homosexuales fueron asientos en la Cámara de Representantes de los Estados Unidos. Gerry Studds (Demócrata) perteneció a la Cámara de 1973 a 1997; Barney Frank (Demócrata) ha pertenecido a la Cámara desde 1981. Todavía en 1960 lo había intentado infructuosamente el escritor y activista homosexual Gore Vidal.
El 12 de agosto de 2004 el gobernador del estado de Nueva Jersey, James McGreevey hizo pública su homosexualidad, con lo que se convirtió en el primer gobernador abiertamente homosexual en la historia del país.

### Homosexualidad en los medios de comunicación

#### Prensa
A pesar de que en los años setenta no hubiera ningún periodista abiertamente homosexual en los periódicos de carácter nacional, seguían apareciendo artículos sobre el tema que daban suficiente material para discusión, como por ejemplo el polémico reportaje de Joseph Epstein Homo/Hetero: The Struggle For Sexual Identity (Homo/hetero: la lucha por una identidad sexual; Harper’s, septiembre de 1970) y el ensayo de Merle Miller What it Means to Be a Homosexual (Lo que significa ser homosexual; The New York Times Magazine, enero de 1971). Miller se convirtió con la publicación del artículo en la primera personalidad pública abiertamente homosexual de la prensa mayoritaria de EE. UU.
A finales de los setenta le siguió Joe Nicholson del New York Post. En 1981 Randy Shilts se convirtió en corresponsal del San Francisco Chronicle; Shilts es considerado el primer periodista gay que escribía sobre temas homosexuales en un periódico estadounidense de gran tirada.
Ya desde 1967 apareció en Los Ángeles la revista gay The Advocate, la revista LGBT más antigua que se ha publicado en EE. UU. sin interrupción. Inmediatamente después de los disturbios de Stonewall, comenzó la publicación de Gay Sunshine (San Francisco), Washington Blade (Washington D. C.), Fag Rag (Boston), Gay Insurgent (Filadelfia), Gay Power (Nueva York) y Gay Liberator (Detroit). En los años siguientes les seguirían otras como Gay Community News (GCN) (Boston), Philadelphia Gay News (Filadelfia), Christopher Street y The Lesbian Feminist (ambas en la ciudad de Nueva York), RFD (Liberty, Tennessee), The Amazon Quarterly (Oakland), The Furies (Washington D. C.), Lesbian Tide (Los Ángeles), Womanspirit (Wolf Creek) y Lavender Woman (Chicago). El Gay Liberation Front publicó hasta 1972 un boletín con el título Come Out!.

#### Televisión

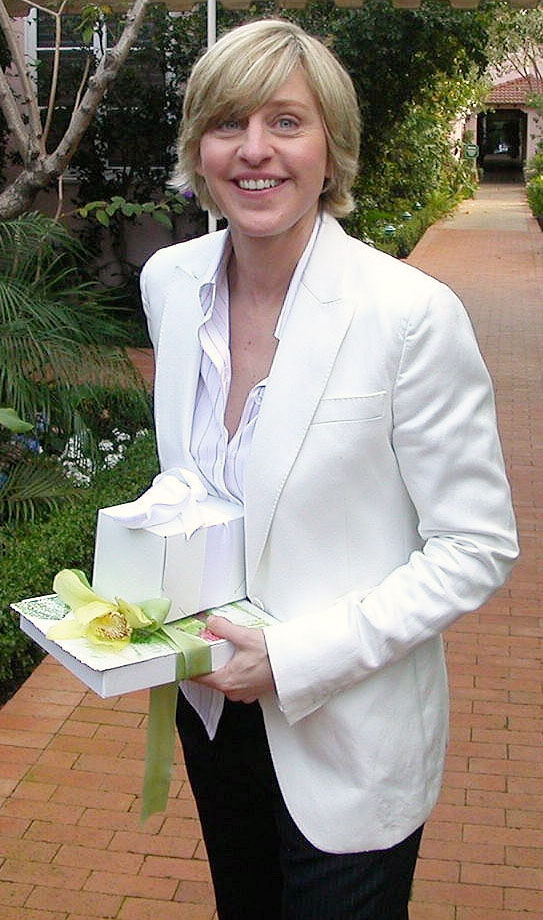
Ellen DeGeneres fue una de las primeras actrices abiertamente lesbianas de la televisión estadounidense.

La homosexualidad se hizo visible en la televisión a finales de los años sesenta, entre otros en el documental de la CBS The Homosexuals. Este documental, emitido por primera vez en 1967, consiguió una audiencia de 40 millones de espectadores en horario de máxima audiencia y por lo tanto informó sobre la homosexualidad a más estadounidenses que cualquier otro esfuerzo anterior de tipo que fuese. Casi al mismo tiempo (1967-1997) Phil Donahue daba presencia televisiva a los homosexuales, invitando a homosexuales a su programa de entrevistas de cobertura nacional. En 1972 ABC emitió la película de televisión That Certain Summer (Ese verano) que mostraba por primera vez en una película de su género a los homosexuales de manera positiva.
En 1973 PBS emite un documental de 12 horas, An American Family (una familia estadounidense), acogido positivamente por público y crítica, que mostraba la vida diaria de la familia de un joven homosexual. En octubre de 1976 aparece el programa Blueboy Forum, el primer programa regular dedicado a los homosexuales en la historia de la televisión estadounidense y organizado por la revista homónima.
En 1981 aparece con la comedia Love, Sidney (con Tony Randall) el primer protagonista homosexual de una serie de ficción para la televisión. A la vez aparecen homosexuales como personajes secundarios en series de éxito de la televisión, como en Dynasty (1981-1989), Brothers & Sisters (1984-1989), Doctor, Doctor (1989-1991) y Melrose Place (1992-1999). En verano y otoño de 1994, MTV emitió su serie documental The Real World: San Francisco. En esta época comienzan a emitirse por primera vez series televisivas con protagonistas abiertamente homosexuales, como Ellen (1994-1998), Will & Grace (1998-2006), Normal, Ohio (2000-2001) y Queer as Folk (2000-2005). Desde 2004 se emite la serie The L Word, centrada en el mundo lésbico y todas sus variantes, pero que también es la primera en tener como uno de sus personajes principales a un transexual.
Desde 2005 hay un canal, LOGO (LOGO tv), disponible por satélite o televisión de "cable", dedicado exclusivamente al mercado LGBT.

### Movimientos contrarios
La entrada de lesbianas y gais en el discurso político en los años setenta, llevó a una polarización de la sociedad estadounidense. La homosexualidad solo era aceptada por una minoría; en las encuestas, un 70% de los encuestados rechazaban las relaciones de gais y lesbianas.
A partir de 1973 se realizaron una serie de ataques violentos contra organizaciones e instituciones homosexuales. El 27 de julio de 1973 ardió la iglesia de la Metropolitan Community Church en San Francisco, en un incendio provocado. El 24 de junio de 1973 murieron 32 personas en el incendio del bar gay Upstairs Lounge en Nueva Orleans. En octubre de 1974 ardió la central de la Gay Activist’s Alliance en la ciudad de Nueva York. El 11 de diciembre de 1977 ardieron los Castro Steam Baths en San Francisco. Todos fueron incendios provocados. Hubo innumerables ataques físicos y verbales contra homosexuales individuales, hecho para el que se extendió la expresión gay bashing (maltrato al gay). Repetidas veces murieron homosexuales en estos ataques; el asesinato de Matthew Shepard en 1998 logró cobertura internacional. El FBI informó en el año 2005 que el 14,2% de todos los «crímenes de odio» fueron contra homosexuales.
Desde principios de los años setenta, también se extendieron las organizaciones que rechazaban la homosexualidad por diversas razones. En el movimiento ex gay se reunieron muchas personas —generalmente cercanas a las Iglesias Evangélicas— que seguían considerando la homosexualidad una enfermedad y que apostaban por la terapia reparativa. Instituciones que han salido de este movimiento son, entre otras, la comunidad de creyentes Love In Action (desde 1973), la organización cristiana interdenominacional Exodus International (1976), Homosexuals Anonymous —organizada a imagen de Alcohólicos anónimos— y la organización católica Courage International (ambas desde 1980), la International Healing Foundation de Richard Cohen (desde 1998), la organización de parientes PFOX (1998), la organización judía JONAH (1999) y la organización aconfesional PeopleCanChange (2000).
En 1977, la popular cantante Anita Bryant comenzó su campaña para la revocación de una ordenanza contra la discriminación en el condado de Miami-Dade en Florida. Bryant, que estaba convencida de que la homosexualidad era pecaminosa, organizó el grupo político Save Our Children (salvad a nuestros niños) que tuvo apoyo mediático en todo el país y con el que se propuso luchar contra el «reclutamiento» de niños por parte de los homosexuales. Con su campaña apelaba a miedos y estereotipos que estaban profundamente enraizados entre los heterosexuales. Entre los apoyos de Bryant —además del gobernador de Florida, el arzobispo católico de Miami y el presidente de B’nai B’rith en Miami Beach— estaba el telepredicador fundamentalista baptista Jerry Falwell, que en 1979 fundó Moral Majority, una organización que «declaró la guerra» a la homosexualidad. El presidente de Moral Majority en Santa Clara, California, Dean Wycoff, declaró en 1982 que estaba a favor de la reintroducción de la pena de muerte para los homosexuales. Campañas contra los homosexuales similares fueron realizadas por el telepredicador Pat Robertson y el fundador de la American Family Association, Donald Wildmon. Ambos encontraron muchos seguidores entre los cristianos fundamentalistas; unos 200.000 se manifestaron en Washington D. C. bajo el lema Washington for Jesus en abril de 1980.
En los años noventa, políticos conservadores establecidos comenzaron a apoyar las campañas antihomosexuales. En el congreso republicano de 1992 se decidió llevar a cabo una agenda antihomosexual, que, junto con otros puntos programáticos, se reunieron bajo el título de Family Values (valores familiares). Pat Buchanan, que en 1992 y 1996 se presentó para candidato republicano a la presidencia, llamó a una «guerra cultural» contra los defensores de los derechos gais y lésbicos. El presidente George H. W. Bush, su vicepresidente Dan Quayle, el congresista Newt Gingrich y otros dirigentes del partido republicano tenían posiciones similares, aunque menos estridentes. También llegó a tener alguna notoriedad por sus iniciativas antihomosexuales el senador Jesse Helms.
Entre los opositores del movimiento de emancipación homosexual cuentan desde siempre organizaciones supremacistas blancas como el Ku Klux Klan.

## 1981-2000

### Sida

Estadística: desarrollo del sida en EE. UU.
Infecciones
Fallecimientos
En los años ochenta hubo en EE. UU. más enfermos de sida que en cualquier otro país del mundo. A pesar de que la comunidad gay ya había comenzado a practicar el «sexo seguro» hacia 1982/83, la epidemia llegó a su punto más alto en 1993.

En 1981 enfermaron en EE. UU. muchos homosexuales de una enfermedad que, inicialmente, fue diagnosticada como el Sarcoma de Kaposi. El U. S. Center for Disease Control (CDC) introdujo inicialmente el nombre gay cancer (cáncer homosexual) y más tarde GRID (Gay-Related Immune Deficiency: deficiencia inmunológica relacionada con los homosexuales).
No fue hasta 1982 que comenzó a circular el término AIDS. Debido a que la enfermedad fue detectada entre homosexuales, se consideró hasta finales de los años ochenta como enfermedad de "maricones" y fue estigmatizada como tal. Para algunas personalidades famosas —como el actor Rock Hudson, el artista Liberace, el exjugador de fútbol americano profesional Jerry Smith y el ex-consejero de McCarthy, Roy Cohn— su enfermedad implicó una salida del armario involuntaria.
Algunos fundamentalistas cristianos como Jerry Falwell calificaron el sida como God’s punishment for homosexuals (‘el castigo de Dios para los homosexuales’). El presidente estadounidense Ronald Reagan, cuyo mandato coincidió con un bandazo general hacia la derecha de la política en EE. UU. y con el aumento de la influencia del evangelicanismo, solo comenzó a hablar en público sobre el sida en 1987.
La opinión pública gay de EE. UU. reaccionó a la enfermedad con un profundo shock, al que siguió enseguida un movimiento de solidaridad. Ya en agosto de 1981 se creó en la ciudad de Nueva York la organización de ayuda Gay Men’s Health Crisis (GMHC). Aunque las autoridades sanitarias no realizaron una labor informativa suficiente sobre los medios de transmisión de la enfermedad, los homosexuales comenzaron en 1983 a cambiar profundamente sus costumbres. El primer folleto sobre «sexo seguro» apareció en San Francisco en 1982. Debido a que el Gobierno y el Congreso apenas dieron dinero para el estudio de la enfermedad, la investigadora médica Mathilde Krim fundó en 1983 la AIDS Medical Foundation, de la que surgió en 1985 la Foundation for AIDS Research (amfAR) que más tarde apoyarían públicamente famosos como Elizabeth Taylor, Barbra Streisand, Woody Allen y Warren Beatty
En 1985 surge en la ciudad de Nueva York el programa de ayuda People with AIDS Coalition (PWAC). En 1987 se formó el grupo de activistas AIDS Coalition to Unleash Power (Act Up), que entre otras cosas, luchaba por una representación correcta del sida en los medios de comunicación. También en 1987 comenzó en San Francisco el NAMES Project Foundation que organizó el AIDS Memorial Quilt, en el que miles de estadounidenses recordaron a sus familiares muertos de Sida y que fue nominado en 1989 para el Premio Nobel de la Paz.
Muchos puntos de encuentro gais —sobre todo los baños y saunas— cerraron durante la crisis del sida; a la vez apareció la controversia sobre si no era mejor mantener estos puntos de encuentro y emplearlos para informar sobre los medios de transmisión del VIH y del «sexo seguro». Al mismo tiempo sufrieron un auge las empresas que ofrecían sexo telefónico; con la popularización de Internet los foros de cibersexo ganaron en importancia.

### Política y Derecho
La eliminación de las leyes de sodomía ya se había ralentizado a finales de los años setenta. A pesar de que Alaska, Nueva York y Pensilvania revocaron sus leyes de sodomía en 1980 y en 1983 les siguió Wisconsin, precisamente en los estados muy poblados de Nueva York y Pensilvania, el hecho no tuvo como base una decisión legislativa sino una decisión judicial.

Leyes de protección contra la discriminación en EE. UU. en los diferentes estados:
Sin protección
Sector público y privado:
Orientación sexual e identidad de género
Solo orientación sexual
Sector público:
Orientación sexual e identidad de género
Solo orientación sexual
Estado en 29 de mayo de 2007. Existen también leyes a nivel local y los funcionarios federales también están protegidos contra la discriminación.

A mediados de los años ochenta, las actividades gais eran ilegales todavía en la mitad de los estados y los esfuerzos de los activistas estaban tan concentrados en la crisis del sida, que la descriminalización de la homosexualidad pasó temporalmente a segundo plano y solo se volvería a tratar el tema a finales de los años 1990. El primer estado que revocó su ley de sodomía tras el inicio de la epidemia del sida fue Kentucky en 1992. Le siguió Nevada en 1993, el Distrito de Columbia en 1995, Tennessee 1996, Montana 1997, Georgia y Rhode Island 1998, Maryland 1999, Arizona y Minnesota 2001 y Arkansas 2002. Por una decisión del Tribunal Supremo de los Estados Unidos en el caso de Lawrence contra Tejas, el 26 de junio de 2003, los estados de Alabama, Florida, Idaho, Kansas, Luisiana, Míchigan, Misisipi, Misuri, Carolina del Norte, Oklahoma, Carolina del Sur, Texas, Utah y Virginia derogaron la ley de sodomía. La sentencia también tuvo como consecuencia que los estados no pudieran imponer límites de edad específicos para actos homosexuales que los distinguieran de las edades impuestas para actos heterosexuales.
Aparte de la legalización de los actos homosexuales, las organizaciones políticas también lucharon contra la discriminación en diversas otras áreas. En 1984, la ciudad universitaria de Berkeley se convirtió en la primera ciudad de EE. UU. en la que los empleados municipales que vivían en situación de pareja estable, obtuvieron los mismos derechos que los casados. En 1986 la ciudad de Nueva York consiguió pasar una ordenanza por la que se prohibía la discriminación de homosexuales por parte de empresarios y arrendadores. En 1992 siguieron leyes similares a nivel estatal en California, Connecticut, Hawái, Massachusetts, Nueva Jersey, Vermont y Wisconsin.
El caso del Amendment 2 aprobado en 1992 en Colorado, obtuvo mucha atención pública. La ley prohibía en el estado de Colorado la aprobación de leyes por las que personas, debido a su orientación sexual, obtuvieran cualquier tipo de protección a las minorías, contra la discriminación o un sistema de cuotas. Ordenanzas antidiscriminación, como las que se habían aprobado en Aspen, Denver y Boulder, quedaron anuladas con la ley. La opinión pública gay y lésbica reaccionó al Amendment con un boicot a Colorado, que solo finalizó cuando el Tribunal Supremo de EE. UU. anuló la ley en 1996.

### Organizaciones
A partir de los años ochenta han ido surgiendo muchas otras organizaciones LGBT. Desde 1985 la Gay & Lesbian Alliance Against Defamation (GLAAD) lucha contra la representación difamatoria de la homosexualidad en los medios de comunicación. En 1987 se crea la International Foundation for Gender Education (ifge) que defiende los derechos de los transexuales. En 1990, algunos ex miembros de Act-up forman Queer Nation, una organización relativamente desestructurada, con el eslogan «We're here. We're queer. Get used to it» («Estamos aquí. Somos raros/gais. Acostúmbrate») y que buscaba aumentar la visibilidad de los gais con acciones puntuales. Desde 1992 las Lesbian Avengers siguen un programa similar. Característico de los años noventa es la creación de organizaciones sociales que defienden intereses de grupos de personas con identidades cada vez más específicas. En el siglo XXI se encuentran, por ejemplo, organizaciones transexuales como Sylvia Rivera Law Project, Transgender Law Center (ambas de 2002) y el National Center for Transgender Equality (2003).

### Periodismo LGBT
Randy Shilts escribió en los años ochenta sobre el sida (And the Band Played On, reportaje, 1987). A partir de esa década aparecen una serie de revistas dirigidas al público homosexual, como Frontiers (1981), la revista lésbica Curve (1991), Out (1992) e Instinct (1997).
Desde los años noventa, en grandes partes del púbico homosexual se sustituyen los vocablos «gay» y «lesbiana» por la palabra «queer» («extraño», a veces traducido como «torcido»), que es más amplia que la palabra gay y también más amplia que las palabras lesbiana, bisexual, transgénero, transexual o intersexual, e incluye a todas las personas que se salen de la heteronormatividad.

### Servicio militar
Desde los años cuarenta a los homosexuales les estaba prohibido servir en el ejército de EE. UU. El ejército era por lo tanto el último de los grandes empleadores de EE. UU. que continuaba discriminado explícitamente a los homosexuales. Activistas como Leonard Matlovich ya habían peleado en los años setenta para entrar en el ejército como homosexual declarado. Para ese fin, se creó en 1988 el Military Freedom Project del National Gay and Lesbian Task Force. Después de que Bill Clinton prometiera en las elecciones presidenciales de 1992 que iba a permitir el servicio militar para homosexuales, llegó a un acuerdo con los mandos militares en 1993, tras largas negociaciones, con la política «Don't ask, don't tell» («No preguntes, no digas»). Desde entonces los homosexuales pueden servir en el ejército mientras oculten su condición sexual. Por otra parte, están protegidos de preguntas sobre su orientación sexual y de represalias. Muchos activistas homosexuales, que se habían peleado por la posibilidad de ser libremente homosexuales dentro del ejército, consideraron el compromiso como un retroceso.

### Uniones civiles y matrimonio

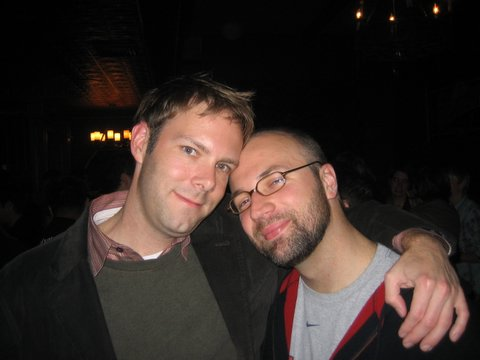
Matrimonio.

Bajo la impresión de que la cultura homosexual solo podría avanzar a largo plazo siguiendo el modelo de parejas estables, hacia finales de los años ochenta, los activistas homosexuales comenzaron a luchar por conseguir el reconocimiento de las parejas de hecho (domestic partnership), las uniones civiles (civil union, registered partnership) y el matrimonio igualitario. Berkeley fue la primera ciudad de EE. UU. que en 1984 permitió el registro de parejas homosexuales. En la capital, Washington, se legalizaron las uniones en 1992, con una fórmula que daba derechos similares a los matrimonios. Más tarde siguieron California (1999), Maine (2004), el estado de Washington (2006) y Oregón (2008). El primer estado en la que las parejas homosexuales podían realizar una civil union fue Vermont. Siguieron los estados de Connecticut (2005), Nueva Jersey (2006) y Nueva Hampshire (2008).
Los activistas del matrimonio igualitario consiguieron su primer éxito en 1993, cuando el Tribunal Supremo de Hawái decidió en el caso Baehr contra Lewin que negar a una pareja homosexual la licencia de matrimonio era un caso de discriminación sexual bajo la Constitución de Hawái. En 1996 el presidente Bill Clinton firmó el Defense of Marriage Act que fijaba que ni el Gobierno Federal, ni los estado individuales estaban obligados a reconocer matrimonios homosexuales realizados en un estado federado. También Hawái aprobó en 1998 el Constitutional Amendmend 2 que impedía los matrimonios homosexuales en ese estado.
Entre el 12 de febrero y el 11 de marzo de 2004 tuvieron lugar miles de matrimonios entre personas del mismo sexo en San Francisco. El recién elegido alcalde Gavin Newson ordenó que se otorgaran licencias de matrimonio a las parejas del mismo sexo, al declarar que la Constitución de California, en la cláusula sobre la protección de la igualdad, le daba la autoridad suficiente para hacerlo. El 20 de febrero de 2004, el gobernador Arnold Schwarzenegger ordenó al fiscal del estado en funciones Bill Lockyer detener los matrimonios. Lockyer se negó pese a admitir que no eran legales. Las bodas se detuvieron el 11 de marzo de 2004 por el Tribunal Supremo de California, cuando ya se habían dispensado licencias a unas 4.000 parejas del mismo sexo. Lockyer y la Alliance Defense Fund (una fundación de Arizona que representaba a varias personas) realizaron diversas denuncias contra la ciudad y el estado. Finalmente, el 12 de agosto de 2004 el Tribunal Supremo de California declaró nulas todas las licencias. El primer estado federal que permitió el matrimonio legal de parejas homosexuales fue Massachusetts el 17 de mayo de 2004, después de que el Supreme Judicial Court decidiera el 18 de noviembre de 2003 en el caso Goodridge contra Department of Public Health que las ventajas legales que disfrutaban los matrimonios heterosexuales no podían ser negadas a parejas homosexuales.

## Presente

### Derechos

Leyes con respecto a las parejas homosexuales en los Estados Unidos.
Matrimonio
Uniones civiles concediendo derechos parecidos al matrimonio
Uniones civiles concediendo derechos limitados y enumerados
Se reconocen los matrimonios homosexuales del extranjero
Sin prohibición específica o reconocimiento de uniones o matrimonios entre personas del mismo sexo
Matrimonio prohibido por ley
Matrimonio prohibido constitucionalmente
Matrimonio y otros tipos del unión civil prohibidos constitucionalmente

La actividad sexual consentida entre personas del mismo sexo es legal en todo el territorio nacional desde el 26 de junio de 2003. El matrimonio y la adopción homosexual son legales en todos los estados a raíz de una sentencia del Tribunal Supremo del 26 de junio de 2015. En Estados Unidos tuvieron su origen las primeras formas de activismo LGBT moderno, en especial a partir del episodio en Stonewall de 1969. Este hecho actuó como catalizador de un movimiento que adquirió relevancia nacional y se extendió rápidamente a otros países. Sin embargo, durante las elecciones primarias de 2004 hubo catorce estados que modificaron sus constituciones para prohibir el reconocimiento legal del matrimonio entre personas del mismo sexo, e incluso en muchos casos las uniones civiles también. Las leyes de Virginia, Míchigan y Ohio, las más extremas, prohíben el reconocimiento a las parejas homosexuales de beneficios similares a los de un matrimonio heterosexual. El 7 de septiembre de 2007 el Senado de California dio luz verde a la extensión del matrimonio a las parejas del mismo sexo. Bill Clinton intentó ampliar la protección federal por «crímenes de odio» (en inglés, hate crimes) a homosexuales, mujeres y discapacitados durante su legislatura. El Departamento de Justicia y el FBI conservan estadísticas de los crímenes de odio perpetrados desde 1992, de acuerdo a la ley de estadísticas de crímenes de odio. Según estos informes, de los 113.000 crímenes de odio de los que se tiene constancia desde 1991, el 14% fueron motivados por la orientación sexual.
Bill Clinton intentó ampliar la protección federal por «crímenes de odio» (en inglés, hate crimes) a homosexuales, mujeres y discapacitados durante su legislatura. El Departamento de Justicia y el FBI conservan estadísticas de los crímenes de odio perpetrados desde 1992, de acuerdo a la ley de estadísticas de crímenes de odio. Según estos informes, de los 113.000 crímenes de odio de los que se tiene constancia desde 1991, el 14% fueron motivados por la orientación sexual. El proyecto de Clinton no salió adelante debido al rechazo de la Cámara de Representantes de Estados Unidos. Sin embargo, en mayo de 2007 hubo otra votación, en la cual sí se consiguió la mayoría necesaria para que esta legislación saliera adelante. El presidente Bush ya ha anunciado que vetará la ley de los crímenes de odio por considerarla innecesaria. Desde el 26 de junio del 2015, todos los estados del país reconocen y celebran el matrimonio y la adopción homosexual debido a un fallo de la Corte Suprema en el Caso Obergefell contra Hodges.
A menos de dos semanas de terminar su mandato, la administración del presidente Donald Trump decide revocar algunos derechos conquistados por la comunidad LGBT+. Anteriormente habían regulaciones que expresamente prohibían a los programas sociales que reciben fondos federales discriminar a personas basadas en su orientación social e identidad de género. Sin embargo, una nueva regulación propuesta por primera vez en 2019, anula este lenguaje, suprimiendo además el requerimiento que tenían los destinatarios de estos fondos federales de reconocer a matrimonios del mismo sexo. En vez, estas normas fueron reemplazadas por una declaración genérica, indicando que el departamento de salud y servicios humanos respetarían las decisiones de la corte suprema, cuyas normas permiten la discriminación de personas LGBT+ con base en creencias religiosas.

### Cultura
Los homosexuales han sido descubiertos como grupo por el marketing, el llamado dólar rosa, ya que muchos homosexuales pertenecen a los llamados dinky, double income, no kids (doble ingreso, sin hijos), además de tener unos ingresos medios superiores. Se estima que el valor del mercado LGBT en Estados Unidos es de unos 641.000 millones de dólares. Este movimiento ha generado campañas publicitarias dedicadas exclusivamente a los homosexuales de las que se han beneficiado los medios de comunicación LGBT, pero que también han saltado a medios de comunicación generales, aumentando la visibilidad de la homosexualidad.
Uno de los grandes hitos del cine LGBT ha sido Brokeback Mountain (2005) de Ang Lee. La película fue un éxito tanto de público como de crítica, ganando tres premios Óscar, cuatro Globos de Oro e innumerables otros. Otras películas de temática LGBT habían llegado al público general, como Philadelphia o In & Out, pero ninguna produjo tanto impacto en los medios de comunicación y en la sociedad.
Dentro del cine LGBT, el cine pornográfico gay, iniciado en los años setenta con la película The Boys in the Sand (1971), se ha integrado a lo largo del siglo XXI dentro de la cultura gay en una forma en la que no lo ha hecho el cine pornográfico heterosexual; sus actores incluso se han convertido en iconos y referentes culturales y son aceptados socialmente. Estados Unidos fue el primer gran productor de cine pornográfico gay, sobre todo a partir de los años ochenta gracias al vídeo y ha mantenido esa posición hasta el presente.
En el ámbito de las series de televisión, destaca por sus contenidos y por su impacto social y mediático la producción estadounidense-canadiense Queer as folk.

## Estudios LGBT

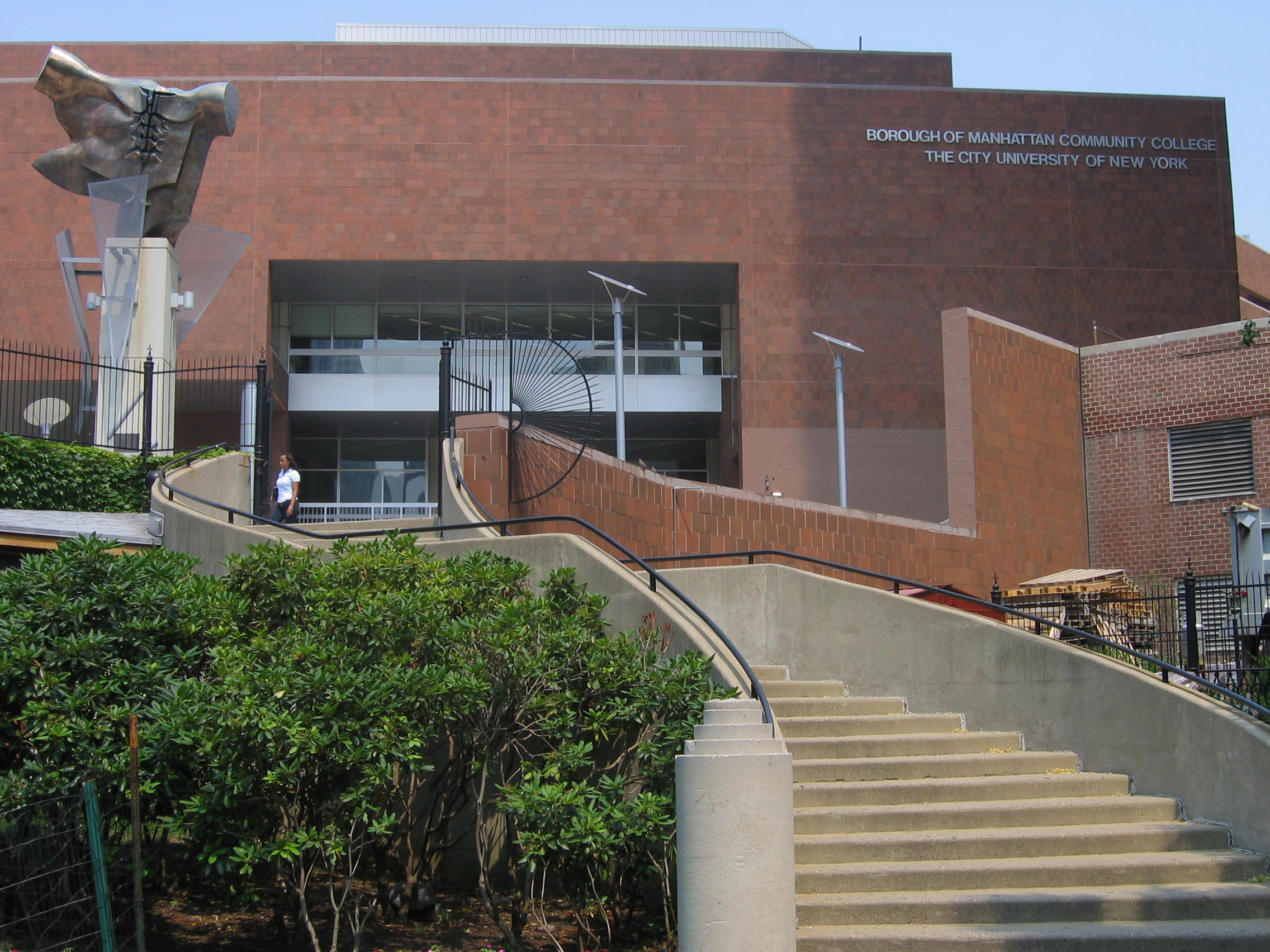
La City University of New York (CUNY) se convirtió en 1991 en la primera universidad estadounidense que creó un instituto propio para los LGBT Studies.

La mayor biblioteca de investigación del tema es la Biblioteca Pública de Nueva York. También disponen de un gran fondo de documentación el Bisexual Resource Center en Boston, los Lesbian Herstory Archives en la ciudad de Nueva York, la biblioteca de la universidad Cornell en Ithaca, Nueva York, la Gerber/Hart Library en Chicago, el James C. Hormel Gay & Lesbian Center de la Biblioteca Pública de San Francisco, el One National Gay & Lesbian Archives en Los Ángeles y la June L. Mazer Lesbian Archives en West Hollywood. Después de que universidades como la Sacramento State University introdujeran ya en 1972 los primeros estudios LGBT, se creó en 1991 en la City University of New York el primer instituto de investigación del país que tenía como objeto de investigación la cultura, la historia y la política homosexual: el Center for Lesbian and Gay Studies (CLAGS). A principios del siglo XXI, muchas otras universidades —entre las que se cuentan la universidad de Yale, los Hobart and William Smith Colleges en Geneva, Nueva York, la universidad de Maryland, la universidad Brown, la universidad de Illinois, en Chicago, la universidad de California, en Berkeley, la San Francisco State University y el San Francisco City College— introdujeron los LGBT Studies en sus currícula. En la universidad de California, en Santa Bárbara, existe desde 2006 el Michael D. Palm Center, un centro de estudios e investigación que se ocupa sobre todo de las minorías sexuales en el ejército estadounidense.
Los historiadores que se disponen a estudiar la historia de la homosexualidad en EE. UU. se enfrentan —al igual que en otros países— con el problema específico de que muchos de los documentos y fuentes que pudieran servir para la reconstrucción de esa historia han sido sistemáticamente destruidos: en parte por la censura y otros vigilantes de la moral que intentaban luchar contra la obscenidad, en parte por parientes de autores homosexuales que, tras la muerte de los genios, intentan proteger la honra. La destrucción y ocultación de materiales de investigación no es solo un fenómeno de la época Victoriana, sino que se extiende hasta bien entrado el siglo XX. Por ejemplo, en el caso de Horatio Alger (1832-1899), un prolífico autor de novelas juveniles, no se descubrieron hasta 1971 documentos que demostraban sus tendencias homoeróticas y pedófilas. Todavía en 1978 la South Caroliniana Library en Columbia, Carolina del Sur, intentó evitar que el historiador Martin Duberman diera a conocer cartas de amor que el político Thomas Jefferson Withers (1804-1866) había escrito en 1826 a otro hombre. A la profesora de inglés Lillian Faderman se le negó el permiso para incluir en su antología de poesía lésbica Chloe Plus Olivia (1994) poemas de Edna St. Vincent Millay. A esto se une la dificultad de que muchos autores homosexuales emplearon en su escritura complicados códigos cifrados ocultos. Así, Countee Cullen, el poeta principal del Renacimiento de Harlem, escribía las cartas sobre sus relaciones sexuales, que solo firmaba con un seudónimo, en forma codificada.

### General
- Brett Beemyn (Ed.): Creating a Place for Ourselves: Lesbian, Gay, and Bisexual Community Histories, New York (Routledge), 1997. ISBN 0-415-91389-6
- Allida M. Black (Ed.): Modern American Queer History, Temple University Press, 2001. ISBN 1-56639-872-X
- Jonathan Katz: Gay American History: Lesbians and Gay Men in the U. S. A. A Documentary, Thomas Y. Crowell Company, 1976. ISBN 0-690-01164-4
- Molly McGarry, Fred Wasserman: Becoming Visible: An Illustrated History of Lesbian and Gay Life in Twentieth-Century America, New York (Penguin Studio), 1998. ISBN 0-670-86401-3
- Neil Miller: Out of the Past: Gay and Lesbian History from 1869 to the Present, Advocate Books, 2005. ISBN 1-55583-870-7
- Neil Miller: In Search of Gay America. Women and Men in a Time of Change, New York, The Atlantic Monthly Press, 1989. ISBN 0-87113-304-0
- Henry L. Minton: Departing from Deviance: A History of Homosexual Rights and Emancipatory Science in America, University of Chicago Press, 2001. ISBN 0-226-53044-2
- Leila J. Rupp: A Desired Past: A Short History of Same-Sex Love in America, University of Chicago Press, 2002. ISBN 0-226-73156-1

### Historia del lesbianismo
- Lillian Faderman: Odd Girls and Twilight Lovers: A History of Lesbian Life in the Twentieth-Century America, New York (Columbia University Press), 1991. ISBN 0-14-017122-3
- Lillian Faderman: To Believe in Women. What Lesbians Have Done for America – History, Boston, New York (Houghton Mifflin Company) 1999. ISBN 0-395-85010-X
- Elizabeth Kennedy, Madeline Davis: Boots of Leather, Slippers of Gold: The History of a Lesbian Community, Penguin, 1993. ISBN 0-14-023550-7
- Pat Califia: Sapphistry: The book of lesbian sexuality, Naiad Press, 1988, ISBN 0-941483-24-X

### Épocas concretas
- Allan Bérubé: Coming Out Under Fire: The History of Gay Men and Women in World War Two, Free Press, 2000. ISBN 0-7432-1071-9
- Lester B. Brown (Ed.): Two Spirit People: American Indian Lesbian Women and Gay Men, Haworth Press, 1997. ISBN 0-7890-0003-2
- David Carter: Stonewall: The Riots That Sparked the Gay Revolution, St. Martin’s Griffin, 2005. ISBN 0-312-34269-1
- George Chauncey: Gay New York: Gender, Urban Culture and the Making of the Gay Male World, 1890-1940, New York (Basic Books), 1994. ISBN 0-465-02621-4
- Robert J. Corber: Homosexuality in Cold War America: Resistance and the Crisis of Masculinity, Duke University Press, 1997. ISBN 0-8223-1964-0
- Martin Bauml Duberman: Stonewall, Plume, 1994. ISBN 0-452-27206-8
- John D'Emilio: Sexual Politics, Sexual Communities. The Making of a Homosexual Minority in the United States, 1940-1970, University of Chicago Press, 1998. ISBN 0-226-14267-1
- John G. Gerassi, Peter Boag: The Boys of Boise. Furor, Vice, and Folly in an American City, University of Washington Press, Reprint 2001. ISBN 0-295-98167-9
- John Loughery: The Other Side of Silence: Men's Lives & Gay Identities - A Twentieth-Century History, Henry Holt and Co., 1998. ISBN 0-8050-3896-5
- Randy Shilts: And the Band Played On: Politics, People, and the AIDS Epidemic, Stonewall Inn Editions, 2000. ISBN 0-312-24135-6
- Mark Thompson: Long Road to Freedom: The Advocate. History of the Gay and Lesbian Movement, New York (St. Martin’s Press), 1995. ISBN 0-312-09536-8 (über den Zeitraum 1967-1992)
- Walter L. Williams: Spirit and the Flesh: Sexual Diversity in American Indian Culture, Beacon Press, 1992. ISBN 0-8070-4615-9

### Ciudades y regiones individuales
- Elizabeth A. Armstrong: Forging Gay Identities: Organizing Sexuality in San Francisco, 1950-1994, University of Chicago Press, 2002. ISBN 0-226-02694-9
- John Howard: Men Like That: A Southern Queer History, University of Chicago Press, 2001. ISBN 0-226-35470-9
- Charles Kaiser: The Gay Metropolis: 1940-1996, Boston, New York (Houghton Mifflin) 1997. ISBN 0-395-65781-4. Conjunto inconexo de episodios individuales.

### Historia del movimiento BDSM
- Gayle Rubin: The Valley of the Kings: Leathermen in San Francisco, 1960-1990., 1994, Dissertation Abstracts International, 56 (01A), 0249 (UMI No. 9513472).
- Gayle Rubin: The Miracle Mile: South of Market and Gay Male Leather in San Francisco 1962- 1996, en James Brook, Chris Carlsson y Nancy Peters (Eds.): Reclaiming San Francisco: History, Politics, Culture, San Francisco, City Lights Books, 1998, ISBN 0-87286-335-2
- Gayle Rubin: From the Past: The Outcasts del boletín del Leather Archives & Museum n.° 4 de abril de 1998
- Gayle Rubin: Sites, Settlements, and Urban Sex: Archaeology And The Study of Gay Leathermen in San Francisco 1955-1995, en Robert Schmidt y Barbara Voss (Eds.): Archaeologies of Sexuality, London, Routledge, 2000, ISBN 0-415-22365-2
- Larry Townsend: The Leatherman's Handbook: Silver Jubilee Edition (ed. nueva ampliada), L.T. Publications 2000, ISBN 1-881684-19-9

### Otros temas específicos
- Byrne Fone: Homophobia: A History, New York (Picador), 2001. ISBN 0-312-42030-7
- Vito Russo: The Celluloid Closet: Homosexuality in the Movies, New York (Harper & Row), 1987. ISBN 0-06-096132-5
- Rodger Streitmatter: Unspeakable: The Rise of the Gay and Lesbian Press in America, Boston (Faber and Faber), 1995. ISBN 0-571-19873-2
- Pat Califia: Speaking Sex to Power: The Politics of Queer Sex (ensayos), Cleis Press, 2001, ISBN 1-57344-132-5
- Eric Marcus: Making History: The Struggle for Gay and Lesbian Equal Rights. 1945-1990. An Oral History, New York, Harper Collins Publishers, 1992. ISBN 0-06-016708-4 (colección de biografías)
- Gayle Rubin: Thinking Sex: Notes for a Radical Theory of the Politics of Sexuality. En: Henry Abelove entre otros (Ed.): The Lesbian and Gay Studies Reader, New York (Routledge). 1993 (Primera edición de 1984)
- Gayle Rubin: Studying Sexual Subcultures: the Ethnography of Gay Communities in Urban North America, en Ellen Lewin y William Leap (Eds.): Out in Theory: The Emergence of Lesbian and Gay Anthropology, Urbana (University of Illinois Press), 2002, ISBN 0-252-07076-3
- Stuart Timmons: The Trouble with Harry Hay: Founder of the Modern Gay Movement, Boston (Alyson), 1990. ISBN 1-55583-175-3

### Documentales (selección)
Véase también: películas con temática LGBT
- 1984: Before Stonewall (John Scagliotti, Greta Schiller)
- 1992: Changing Our Minds: The Story of Dr. Evelyn Hooker (Richard Schmiechen)
- 1993: Last Call at Maud’s (Paris Poirier), sobre un bar lésbico abierto en 1966 en San Francisco
- 1994: Coming Out Under Fire (Arthur Dong), película sobre soldados estadounidenses homosexuales en la Segunda Guerra Mundial
- 1999: After Stonewall (John Scagliotti)
- 2005: Gay Sex in the 70s (Joseph F. Lovett), sobre la cultura gay de Nueva New York antes del sida
- 2005: Original Pride: The Satyrs Motorcycle Club (Scott Bloom), sobre un club de motos gay fundado en 1954

### Generales
- Gay & Lesbian History in the US A Snapshot of the 20th Century
- Hidden from History An Online Exhibit in honor of Gay and Lesbian History Month
- Página web del historiador LGBT James T. Sears
- People with a History An Online Guide to Lesbian, Gay, Bisexual and Trans History
- LGBT History in the United States: A Timeline

### Ciudades
- Ciudad de Nueva York
- San Francisco
- Los Ángeles

### Grupos
- A Brief History of the Bisexual Movement

- Datos: Q6457905
- Multimedia: LGBT in the United States / Q6457905